# Ronnie Peterson

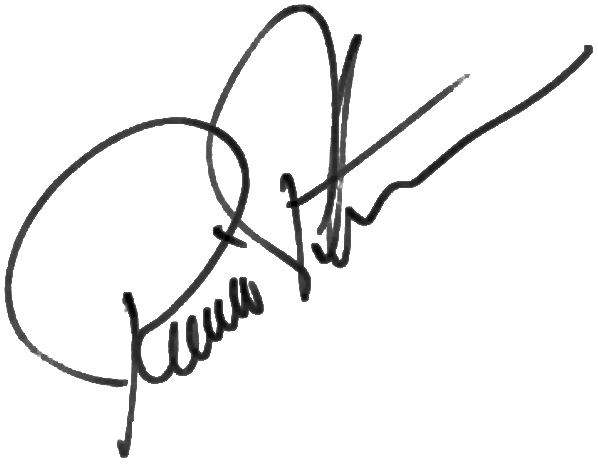
Petersons Unterschrift

Bengt Ronald „Ronnie“ Peterson (anhörenⓘ) (* 14. Februar 1944 in Örebro; † 11. September 1978 in Mailand, Italien) war ein schwedischer Automobilrennfahrer. Er ist einer der erfolgreichsten Motorsportler seines Landes.
Peterson begann seine Karriere 1962 im Kartsport. 1968 und 1969 gewann er die schwedische Formel-3-Meisterschaft und 1971 die Formel-2-Europameisterschaft. 1970 debütierte er mit einem March für Colin Crabbe Racing in der Formel 1 und fuhr bis 1978 insgesamt 123 Grand Prix, von denen er zehn gewann. 1971 und 1978 wurde er Vizeweltmeister. Neben dem Formelsport nahm Peterson auch an Sportwagenrennen teil und war am Gesamtsieg der Scuderia Ferrari in der Sportwagen-Weltmeisterschaft 1972 als Teil der Fahrermannschaft beteiligt. Zudem startete er vereinzelt bei Rallyes sowie einmalig beim 24-Stunden-Rennen von Le Mans.
Im September 1978 geriet Peterson beim Großen Preis von Italien in eine Massenkarambolage, bei der er sich mehrere Beinfrakturen zuzog. Er starb an den Folgen einer missglückten Operation zur Behandlung der beim Unfall erlittenen Verletzungen.

## Leben

Peterson beim Heimrennen in Anderstorp, 1973

### Herkunft und Jugend
Ronnie Peterson wurde 1944 als Sohn des Bäckers und Hobbyrennfahrers Bengt Henrik Peterson (* 1913; † 1999) und seiner Frau Maj-Britt (* 1919; † 2000) im Örebroer Bezirk Almby geboren. Er hatte einen zwei Jahre jüngeren Bruder, Tommy, der sich später für sein Andenken einsetzte. Früh bekam Peterson von seinem Vater ein selbst gebautes Fahrzeug ähnlich einem kleinen Go-Kart geschenkt und sammelte damit im häuslichen Garten seine ersten Erfahrungen am Steuer von motorisierten Fahrzeugen. Im Alter von zehn Jahren durfte er den Formel-3-Wagen seines Vaters bei einem Eisrennen zur Probe fahren, was endgültig seine Begeisterung für den Motorsport weckte. Er verließ die Schule ohne Abschluss und arbeitete anfangs in einem Renault-Autohaus, später zu Beginn seiner Profikarriere im Automobilsport als Monteur bei einem Fachbetrieb für Personenaufzüge.

### Fahrer und Privatmann
Der häufig mit den Spitznamen Mad Ronald und Superswede betitelte Peterson galt zeitlebens als ruhige, zuvorkommende Persönlichkeit und pflegte im Gegensatz zu vielen seiner Fahrerkollegen kein exzentrisches Image. Er war einer der „führenden Köpfe“ der Fahrergemeinschaft und war im Fahrerlager wie auch bei den Sponsoren und Veranstaltern durch seine Professionalität und Fairness auf der Strecke beliebt und respektiert. Eine enge Freundschaft verband ihn mit seinem Fahrerkollegen Tim Schenken, den er aus seiner Zeit als Formel-3-Fahrer kannte und mit dem er später eine Fahrerpaarung bei Sportwagenrennen bildete. Petersons Vermögen wurde nach seinem Tod auf etwa eine Million Pfund Sterling (nach heutigem Wert ca. 6,3 Mio. Euro) geschätzt, was zu dieser Zeit eine außergewöhnlich hohe Summe für einen Rennfahrer war.
Peterson wurde mehrmals als einer der besten Rennfahrer schwedischer Herkunft genannt. Auch Motorsportler nachfolgender Generationen wie Tom Kristensen, David Coulthard und Felix Rosenqvist äußerten sich entsprechend. Petersons instinktive Fahrzeugbeherrschung und sein charakteristischer Fahrstil verhalfen ihm bei Fahrerkollegen und Rennsportinteressierten gleichermaßen zu großer Beliebtheit. Er bevorzugte einen leicht übersteuernden Rennwagen, mit dem er scharf in Kurven einfuhr, um sodann mit kontrolliert ausbrechendem Heck herauszubeschleunigen. Diese aggressive Fahrweise war optisch ansprechend, wirkte sich aber negativ auf Material und Rundenzeiten aus. Formel-1-Weltmeister Jackie Stewart bewunderte die Fahrzeugkontrolle seines Konkurrenten, betonte aber, dass Peterson dadurch oftmals unnötige Risiken eingegangen sei und nicht alle Erfolgschancen voll ausgenutzt habe. Die Arbeit mit Peterson im Bereich der Fahrzeugentwicklung wurde als schwierig beschrieben, so habe er laut dem langjährigen Lotus-Teamchef Peter Warr stets versucht, negative Eigenschaften des Wagens rein durch Anpassung seines Fahrstils auszugleichen, anstatt eine neue Abstimmung zu entwickeln. Die Rundenzeiten hätten sich trotz tiefgreifender Änderungen an der Fahrzeugabstimmung kaum verändert, sodass nur wenige verwertbare Erkenntnisse über die Wirksamkeit der Weiterentwicklungsmaßnahmen gewonnen werden konnten. Auch Lotus-Gründer Colin Chapman kritisierte die Qualität der technischen Rückmeldungen seines Fahrers insbesondere im Vergleich zu Lotus-Weltmeister Emerson Fittipaldi, der als hervorragender, technisch versierter Testfahrer galt.
Peterson war seit 1970 mit Barbro Edwardsson liiert, die er in einer Diskothek kennengelernt hatte. Sie kam ebenfalls aus Örebro und arbeitete als Sekretärin, später als Model. Das Paar bewohnte seit 1973 ein Haus im britischen Maidenhead und heiratete im April 1975, im selben Jahr wurde ihre Tochter Nina Louise geboren. Barbro begleitete ihren Mann oft zu seinen Rennen und unterstützte ihn sowie das Team organisatorisch. Sie konnte den plötzlichen Tod Petersons nicht verarbeiten, litt schwer unter einer Depression und beging am 19. Dezember 1987 Suizid. Die gemeinsame Tochter wuchs daraufhin bei Petersons Eltern auf.

## Karriere

### Amateur- und Nachwuchsklassen (bis 1969)

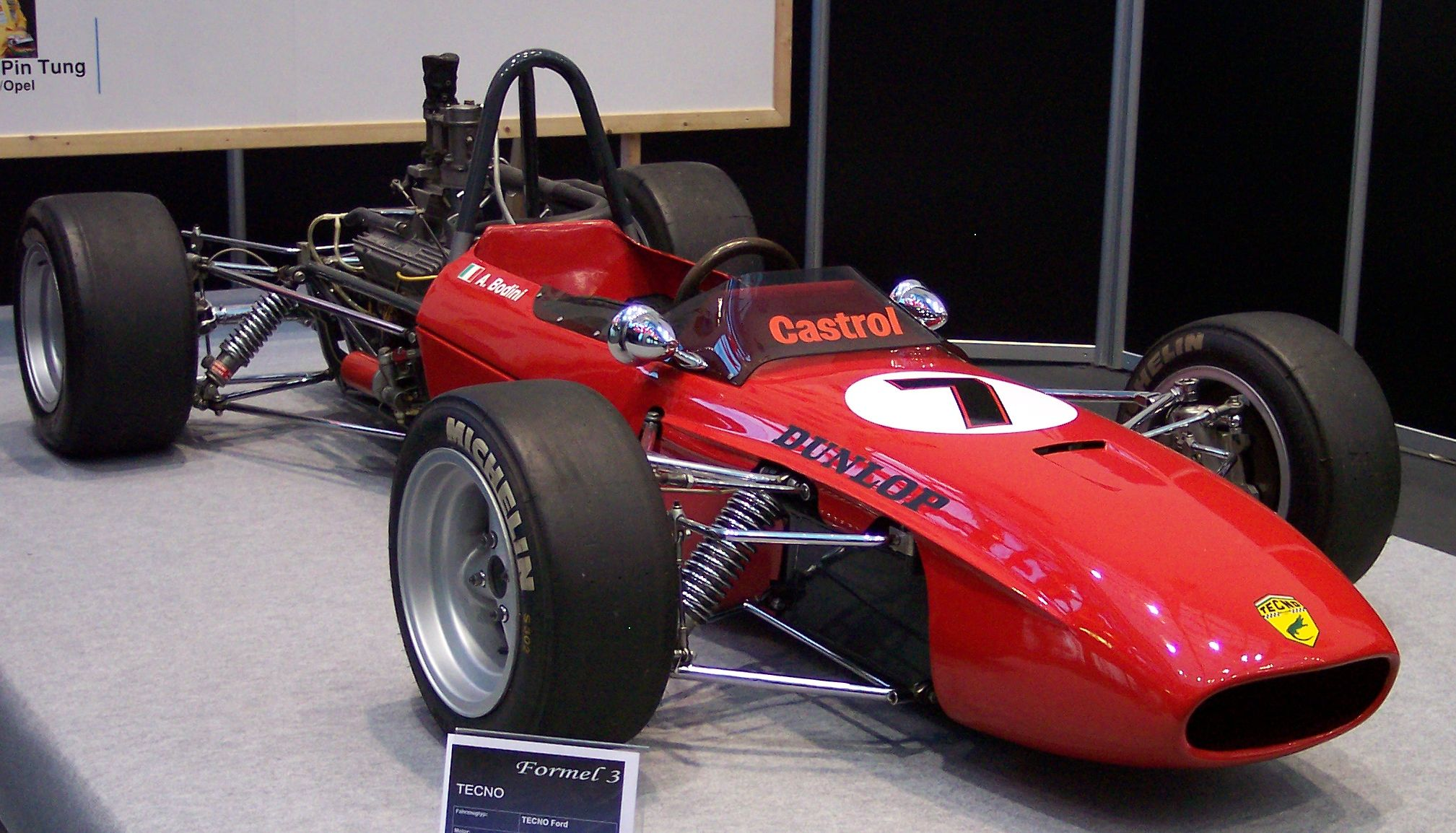
Ein Tecno-Formel-3-Fahrzeug der späten 1960er-Jahre

Ronnie Peterson begann im Mai 1962 mit 18 Jahren seine Karriere als Rennfahrer. Er schrieb sich in die schwedische Kartmeisterschaft ein und nahm dort mit einem selbstgebauten Robardie-Kart in der Klasse D bis 200 cm³ teil. Schon im nächsten Jahr war Peterson einer der erfolgreichsten Kartfahrer in Schweden und gewann acht von zwölf Rennen, womit er diese Meisterschaft klar für sich entschied. 1964 trat er parallel in der Klasse D und in der kleineren Klasse A mit Motoren bis 100 cm³ an. Während es ihm nicht gelang, seinen Titel in der Klasse D zu verteidigen, gewann er in der Klasse A seinen zweiten nationalen Kart-Titel. 1966 nahm er an der Kart-Weltmeisterschaft in Kopenhagen teil, wo er den dritten Platz hinter Leif Engeström und Susanna Raganelli belegte. Er entschied sich anschließend für den Monopostosport als Weg für seine weitere Karriere und verlagerte seine Aktivitäten in die Formel 3.
1966 startete Peterson mit einem von seinem Vater und einem Freund geringfügig modifizierten Brabham BT15, der als Svebe gemeldet wurde, zum ersten Mal bei einem Formel-3-Rennen. Sein Mentor in dieser Zeit war der bereits im schwedischen Automobilsport etablierte Reine Wisell. Das beste Ergebnis in diesem Jahr war ein dritter Platz bei einem Rennen auf dem Dalslandring in Dals Långed. 1967 erreichte Peterson in der schwedischen Formel-3-Meisterschaft mit einem Brabham BT18 den fünften Rang im Gesamtklassement. Die Tecno-Gründer Luciano und Gianfranco Pederzani wurden auf das aufstrebende Talent aufmerksam und stellten Peterson ab Anfang 1968 Werksunterstützung bereit. Er gewann mit einem Tecno 68 bzw. Tecno 69 zwei schwedische Titel in Folge und siegte bei sieben von acht Rennen. Zusätzlich startete er in diesen Jahren auch bei internationalen Formel-3-Rennen in Frankreich und Italien und gewann 1969 den Lauf auf dem Circuit de Monaco, nachdem er sich mit Wisell in den Schlussrunden ein enges Duell um den Sieg geliefert hatte. Im Oktober gleichen Jahres hatte Peterson bei einem Rennen auf dem Autodrome de Linas-Montlhéry einen schweren Unfall: Er kollidierte in einer Schikane auf dem Ovalkurs bei hoher Geschwindigkeit mit der seitlichen Streckenbegrenzung; sein Wagen überschlug sich, fing Feuer und blieb kopfüber liegen. Peterson wurde schnell befreit, erlitt aber Verbrennungen an den Armen.
Insgesamt fuhr Peterson in seiner Karriere 74 Formel-3-Rennen, von denen er 29 gewann.

### Formel 2 (1969–1976)

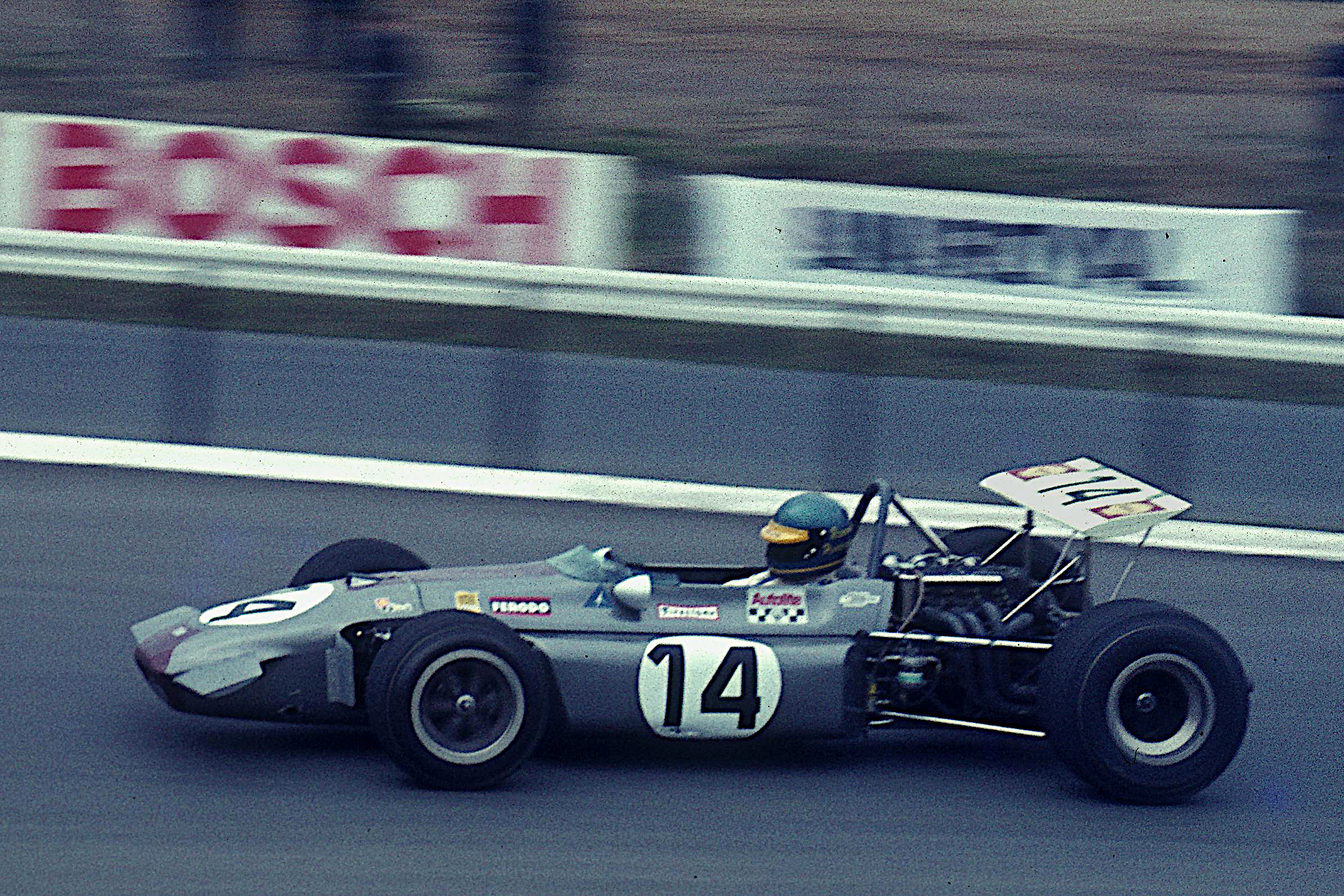
Peterson im March 702 auf der Nordschleife des Nürburgrings

Im Sommer 1969 wurde Peterson als amtierender Meister der schwedischen Formel 3 zu mehreren Gaststarts bei höherklassigen Formel-2-Rennen eingeladen. Für das Tecno-Werksteam belegte er bei einem Lauf in Monza den siebten Platz. Auf dem Circuit d’Albi startete er für Roy Winkelmann Racing und wurde Fünfter. Nach dem Gewinn seiner zweiten Formel-3-Meisterschaft unterschrieb Peterson bei Malcolm Guthrie Racing, einem privaten Rennstall, der von March Engineering bevorzugt beliefert wurde, einen Vertrag für die Formel-2-Europameisterschaft 1970. In diesem Jahr wurde er auf dem neu entwickelten, aber noch unausgereiften March 702 Gesamtfünfter. 1971 trat March Engineering mit einem Werksteam an und verpflichtete Peterson, der zwischenzeitlich in die Formel 1 zum Werksfahrer aufgestiegen war, auch hier für die komplette Saison. Die gleichzeitige Teilnahme an mehreren Meisterschaften als Stammfahrer war zu dieser Zeit nicht unüblich. Peterson errang mit einem March 712M vier Siege und wurde mit 54 Punkten vor Carlos Reutemann und Dieter Quester Formel-2-Europameister. Bei seinem Heimrennen im schwedischen Mantorp Park erzielte er die Pole-Position, den Rennsieg und die schnellste Rennrunde.
1972 sowie von 1974 bis 1976 bestritt Peterson weitere Formel-2-Rennen mit Fahrzeugen von March und Lotus für verschiedene Teams. Diese sporadischen Renneinsätze erfolgten parallel zu seinem Formel-1-Engagement. Seit seinem Gewinn der Formel-1-Vizeweltmeisterschaft in der Saison 1971 war Peterson als Graded bzw. A-Driver eingestuft, wodurch er nicht mehr für die Wertung der Formel-2-Europameisterschaft berücksichtigt wurde, da sie nur B-Drivern offenstand. Diese Einteilung in zwei Gruppen wurde anhand verschiedener Kriterien wie Rennerfahrung und Erfolge getroffen und sollte den als B-Drivern klassifizierten Nachwuchsfahrern zugutekommen, damit sie sich in der Meisterschaft untereinander messen konnten, ohne etablierte A-Driver aus höheren Rennklassen schlagen zu müssen, die oft zahlreich an Formel-2-Rennen teilnahmen. Insgesamt ging Peterson bei 54 Formel-2-Rennen an den Start, von denen er elf gewann.

### Sportwagenrennen und Rallyes (ab 1969)

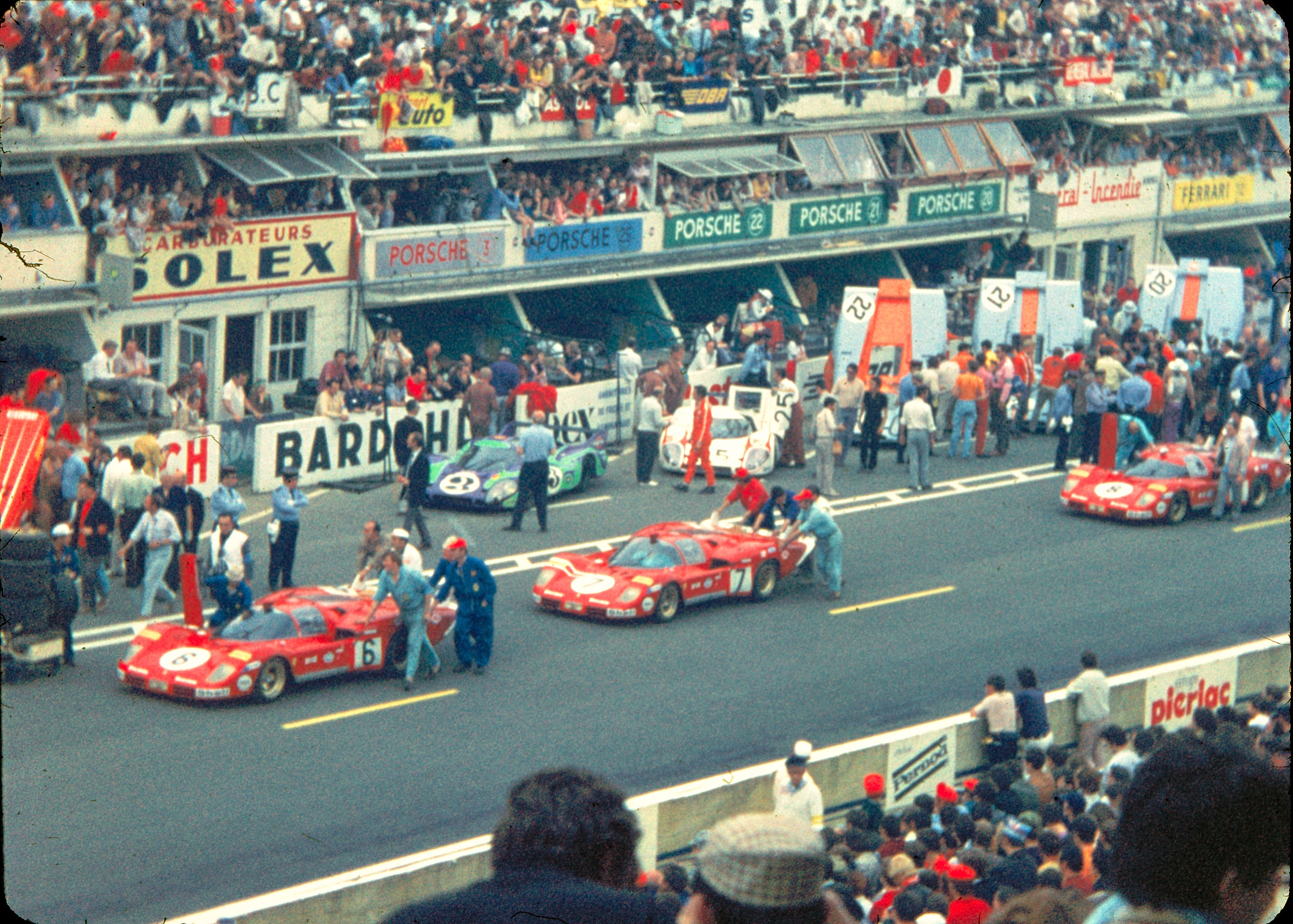
Ferrari 512S des Duos Peterson/Bell (m.) an den Boxen beim 24-Stunden-Rennen von Le Mans 1970

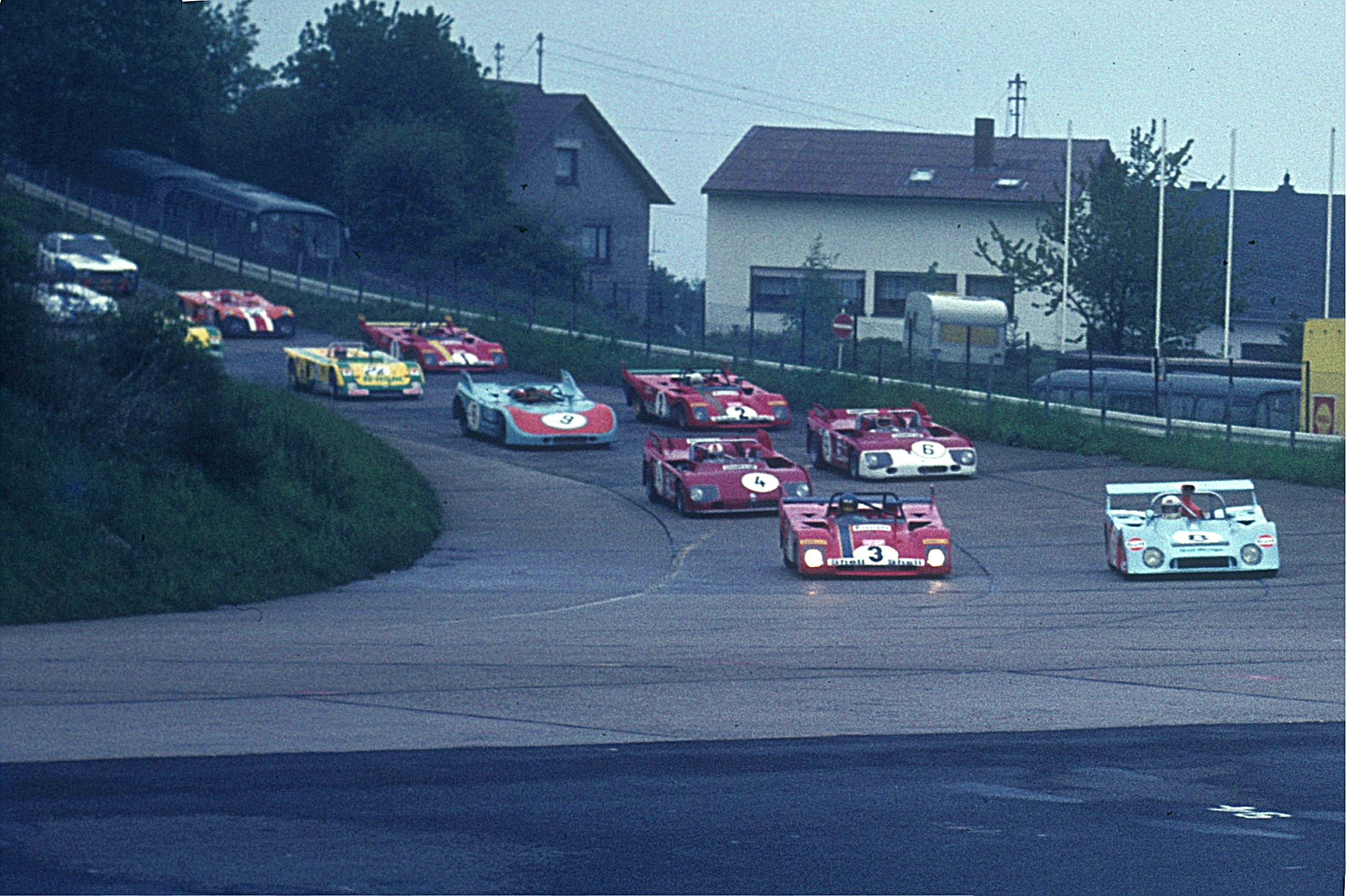
Peterson (v. l.) auf dem ersten Startplatz des 1000-km-Rennens auf dem Nürburgring 1972

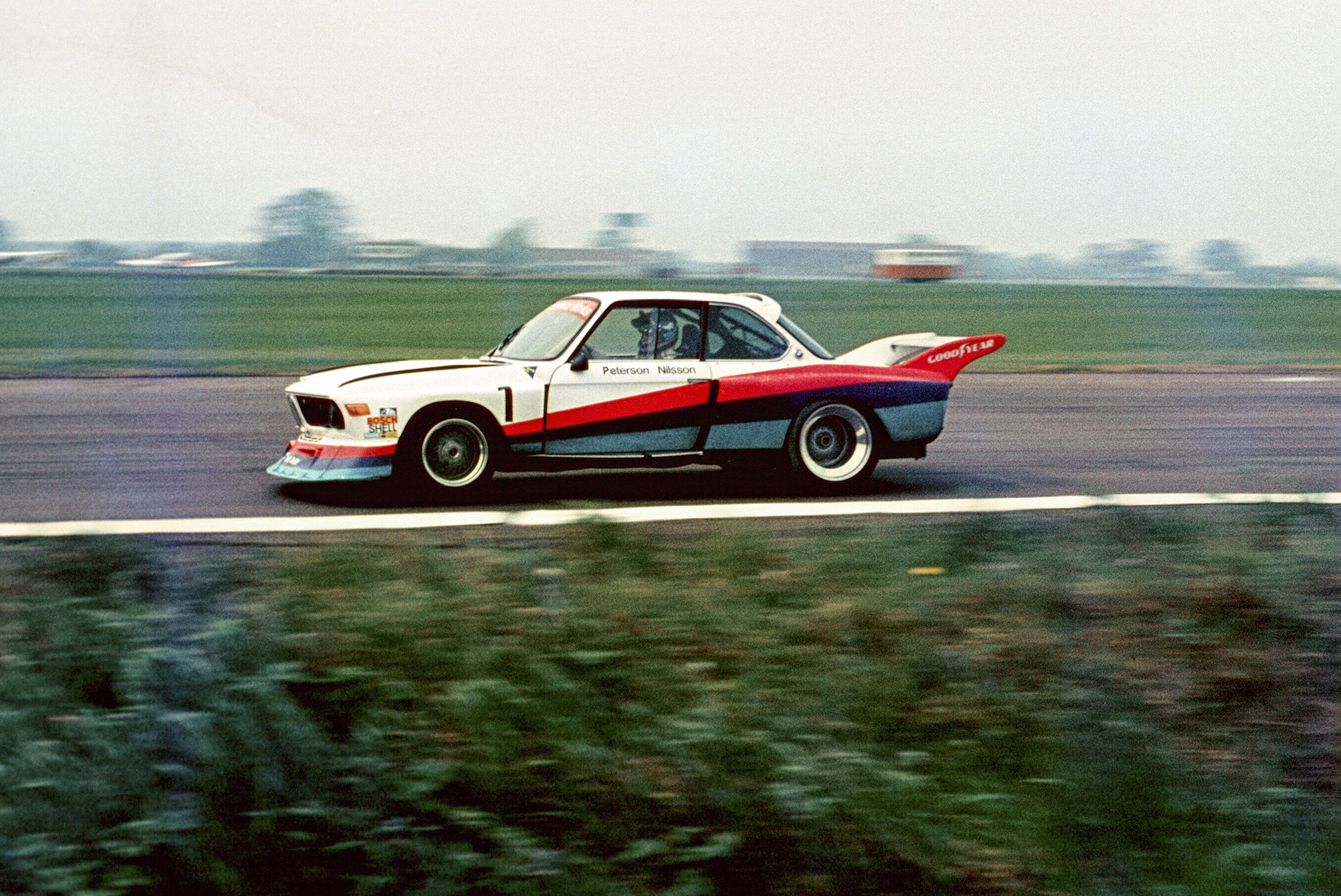
Am Steuer eines BMW 3.2 CSL Turbo beim 6-Stunden-Rennen von Silverstone 1976

Sein erstes Sportwagenrennen bestritt Peterson im Juli 1969 in Magny-Cours. Er gewann die als Magny-Cours International – Sports & Prototypes betitelte Veranstaltung mit einem Lola T70 für das Team von Picko Troberg vor Barrie Smith im Chevron B8. Im gleichen Jahr startete Peterson für die Ecurie Bonnier von Joakim Bonnier bei einem als GP Sverige bezeichneten Rennen im Karlskoga Motorstadion und wurde Dritter.
1970 wurde Peterson von der Scuderia Ferrari für das 24-Stunden-Rennen von Le Mans nominiert. Er pilotierte zusammen mit dem späteren Vizemeister der Formel-2-Europameisterschaft, Derek Bell, den neuen Ferrari 512S mit der Startnummer 7. Nachdem Bell, von einer Kollision mehrerer Werks- und Privatier-Ferrari in der Boxengasse überrascht, stark abgebremst und dabei den Motor des Wagens überdreht hatte, musste das Duo in der zweiten Rennstunde aufgeben. Peterson war bis dahin noch nicht zum Fahreinsatz gekommen. Dieses Rennen blieb seine einzige Teilnahme an der Veranstaltung. In der zweiten Jahreshälfte startete Peterson wieder für Bonnier zu zwei Rennen der Interserie. Beim 100-Meilen-Rennen von Keimola wurde er mit einem Lola T70 Dritter, beim 300-Meilen-Rennen von Hockenheim fuhr er den neueren Lola T210 und kam auf dem vierten Platz ins Ziel. Er wurde am Jahresende mit 14 Punkten als Vierter der Gesamtwertung klassifiziert.
Im Januar 1971 meldete ihn die Scuderia Filipinetti zusammen mit dem argentinischen Rennfahrer Jorge Cupeiro zum 1000-km-Rennen von Buenos Aires. Sie belegten mit einem Lola T212 den zweiten Platz in der P 2.0-Klasse für Fahrzeuge mit 2 Litern Hubraum, was den zwölften Rang im Gesamtklassement des Rennens bedeutete. Eine ursprünglich angedachte Teilnahme Petersons am Rennen in Le Mans mit einem Filipinetti-Ferrari 512F an der Seite von Jean-Pierre Jabouille fand nicht statt. Im Juli gewann Peterson zusammen mit Andrea de Adamich mit einem Alfa Romeo T33 des Werksteams das 6-Stunden-Rennen von Watkins Glen.
Für die Sportwagen-Weltmeisterschaft 1972 holte die Scuderia Ferrari Peterson als Stammfahrer ins Werksteam zurück und ließ ihn mit Tim Schenken als Partner in einem von drei Ferrari 312PB starten. Der Hersteller hatte in dieser Saison klar die schnellsten Fahrzeuge an die Strecken gebracht und entschied mit Ausnahme des 24-Stunden-Rennen von Le Mans, zu dem das Team nicht antrat, alle Rennen für sich. Peterson/Schenken gewannen den Saisonauftakt, das 1000-km-Rennen von Buenos Aires, sowie das 1000-km-Rennen auf dem Nürburgring. Vier zweite und zwei dritte Plätze des Duos komplettierten dieses sehr erfolgreiche Jahr, in der die Scuderia Ferrari sich mit großem Punktevorsprung gegen die Verfolger Alfa Romeo und Porsche durchsetzte. Ein Fahrertitel wurde bis 1981 in der Sportwagen-Weltmeisterschaft nicht vergeben.
Von 1974 bis 1978 nahm Peterson mit BMW-Fahrzeugen an einzelnen Rennen in der Sportwagen-Weltmeisterschaft und Deutschen Rennsport-Meisterschaft teil und bildete Fahrerpaarungen unter anderem mit seinen Formel-1-Fahrerkollegen Gunnar Nilsson, Dieter Quester und Brian Redman. Beim Internationalen 300-km-Rennen der Deutschen Rennsport-Meisterschaft 1977 auf dem Nürburgring fuhr Peterson in mit einem BMW 320i die Pole-Position in der Division 2 mit Motoren bis 2 Liter Hubraum heraus, musste das Rennen aber vorzeitig aufgeben. Weitere nennenswerte Erfolge gelangen ihm nicht. 
Peterson betätigte sich in seiner Heimat vereinzelt im Rallyesport. 1969 startete er mit einem VW 1600 TL bei der Rallye Schweden, die zu dieser Zeit ein Lauf der Rallye-Europameisterschaft war, und schied in der zweiten Etappe aus. Ein Jahr später fuhr er mit einem Porsche 911 L seine Heimrallye in der Rallye-Weltmeisterschaft, musste aber mit Getriebeschaden aufgeben. Auch ein dritter Anlauf mit Torsten Palm als Beifahrer endete im Februar 1973 nach einem technischen Defekt am Ford Escort des Duos vorzeitig. Danach startete Peterson nur noch vereinzelt zu kleineren Läufen, die kein Teil einer Meisterschaft waren.

### Formel 1 (ab 1970)

#### 1970: Debüt für Colin Crabbe

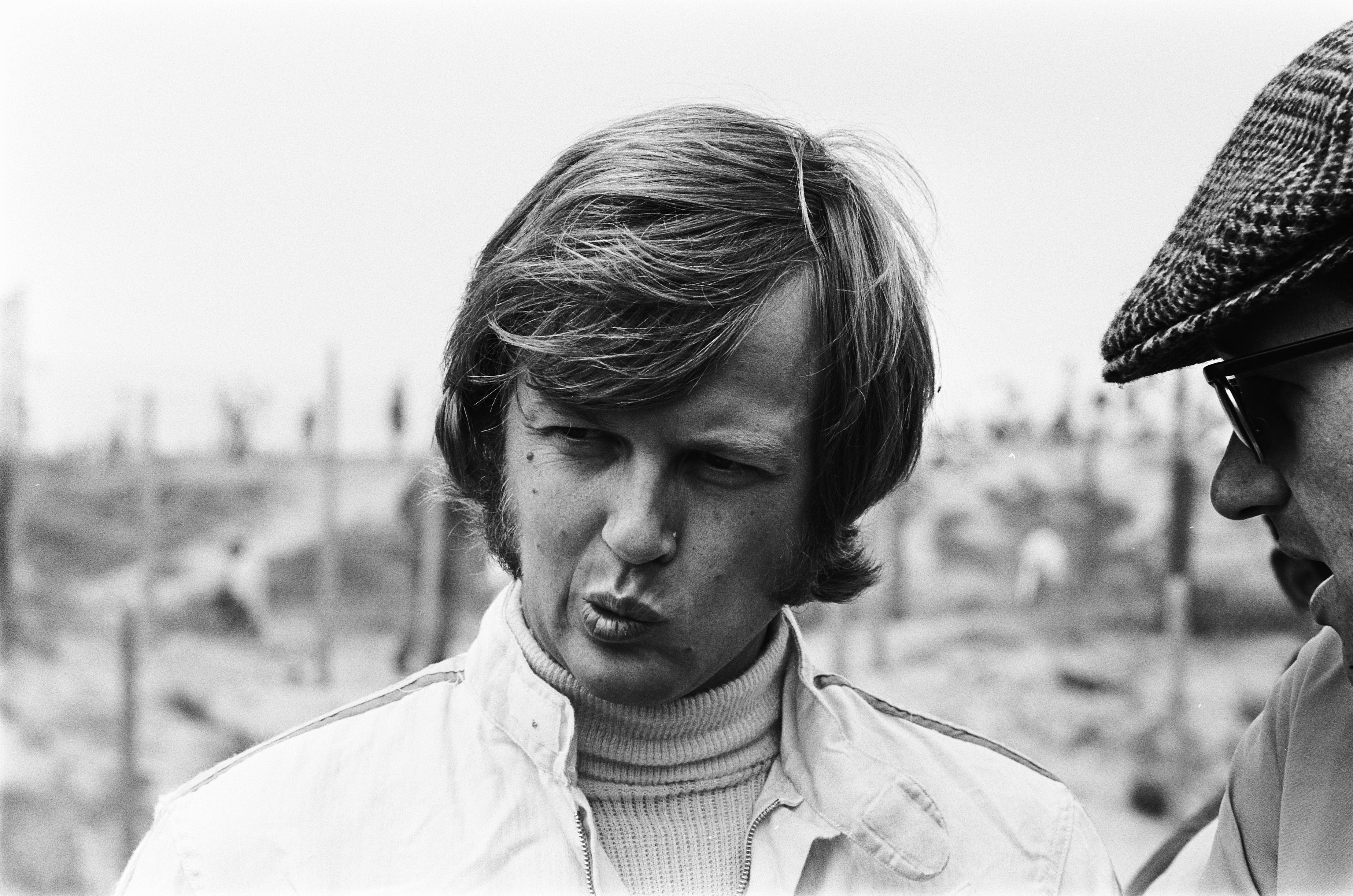
Peterson mit Colin Crabbe, der ihn 1970 in die Formel 1 brachte

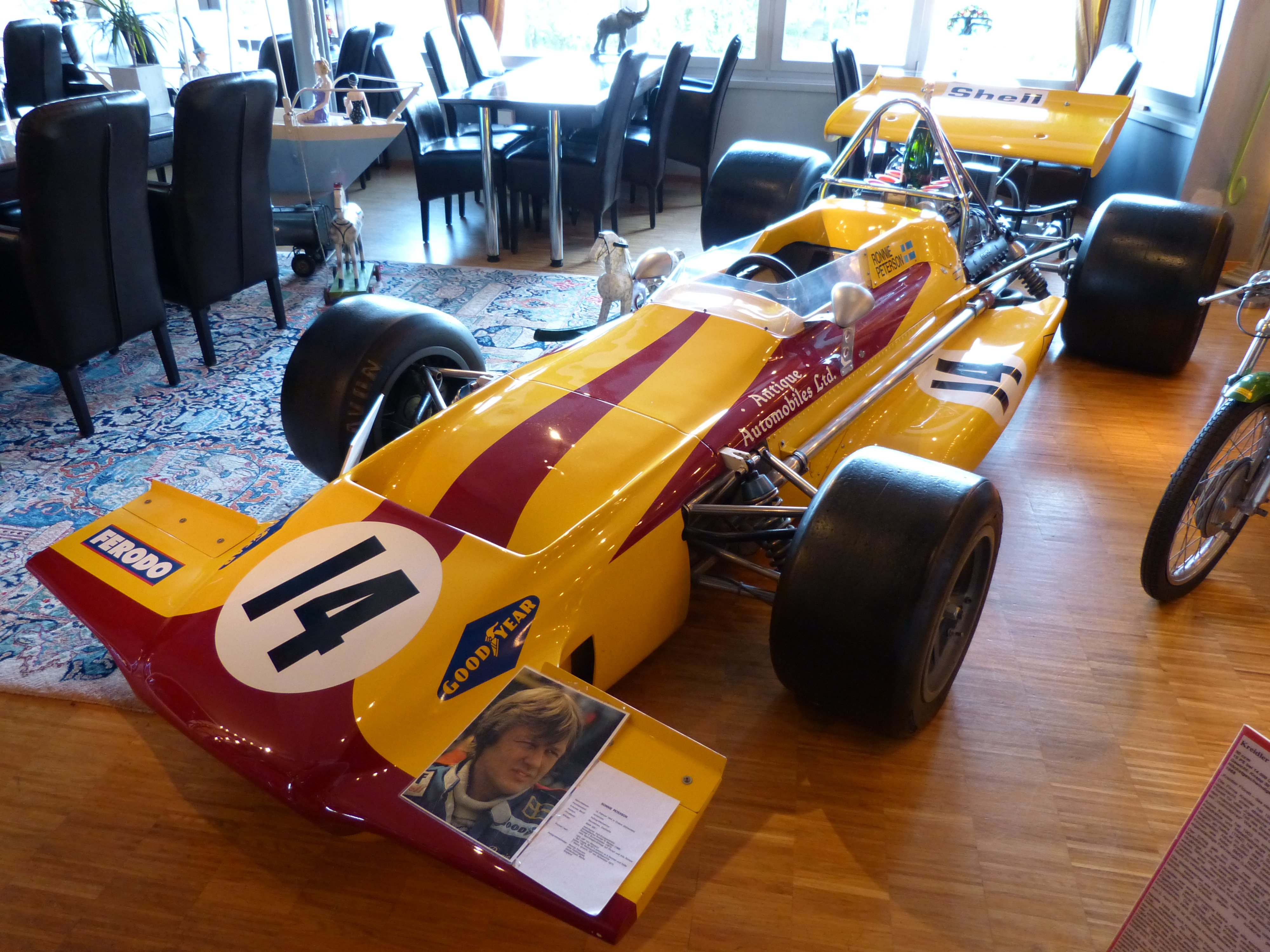
Historischer Crabbe-March aus der Saison 1970

Von den Leistungen Petersons in den Nachwuchsklassen beeindruckt vermittelte March-Mitgründer Max Mosley Peterson ein Cockpit im Team des Oldtimerhändlers Colin Crabbe für die Formel-1-Saison 1970. Der wechselweise als Colin Crabbe Racing und Antique Automobiles Racing Team gemeldete Rennstall setzte mit Werksunterstützung von March Engineering den neuen, aber problembehafteten March 701 ein. Die Verpflichtung Petersons war eine Bedingung Mosleys für die Bereitstellung des Wagens. Beim dritten Weltmeisterschaftslauf, dem Großen Preis von Monaco, feierte Peterson im Mai 1970 sein Debüt in der Königsklasse des Motorsports. Er qualifizierte sich für den 13. Startplatz und kam als Siebter nur knapp außerhalb der Punkteränge ins Ziel. Das blieb das beste Ergebnis des Jahres. Beim Großen Preis von Belgien auf dem Circuit de Spa-Francorchamps kam es zu einer skurrilen Situation, als Peterson unter dem Vorwurf, auf dem Weg zur Strecke einen Polizisten angefahren zu haben, für einige Stunden inhaftiert wurde. Durch Intervention des zufällig an der Strecke anwesenden belgischen Innenministers kam er nach kurzer Zeit wieder frei und konnte am Rennen teilnehmen.
Peterson schied bei neun Rennteilnahmen fünfmal aus bzw. wurde nicht klassifiziert und hatte keine Chance gegen die Spitzenteams. Beobachter führten die mangelnde Konkurrenzfähigkeit des Crabbe-March im Vergleich zu den bei der Tyrrell Racing Organisation eingesetzten baugleichen Wagen, mit denen Jackie Stewart einen Sieg und mehrere Podestplätze einfuhr, auf ein Leistungsdefizit des einzigen dem Team gehörenden Cosworth-DFV-Motors zurück. Der Antrieb war bereits über ein Jahr im aktiven Renneinsatz gewesen und substanziell verschlissen, zudem erhielt er keine Revisionen des Herstellers mehr, was die Konkurrenzfähigkeit weiter verringerte.
Am Ende der Saison 1970 zog sich der enttäusche Crabbe aus der Formel 1 zurück. Peterson wurde mit null Punkten als 27. der Gesamtwertung klassifiziert.

#### 1971: Vizeweltmeister als March-Werksfahrer

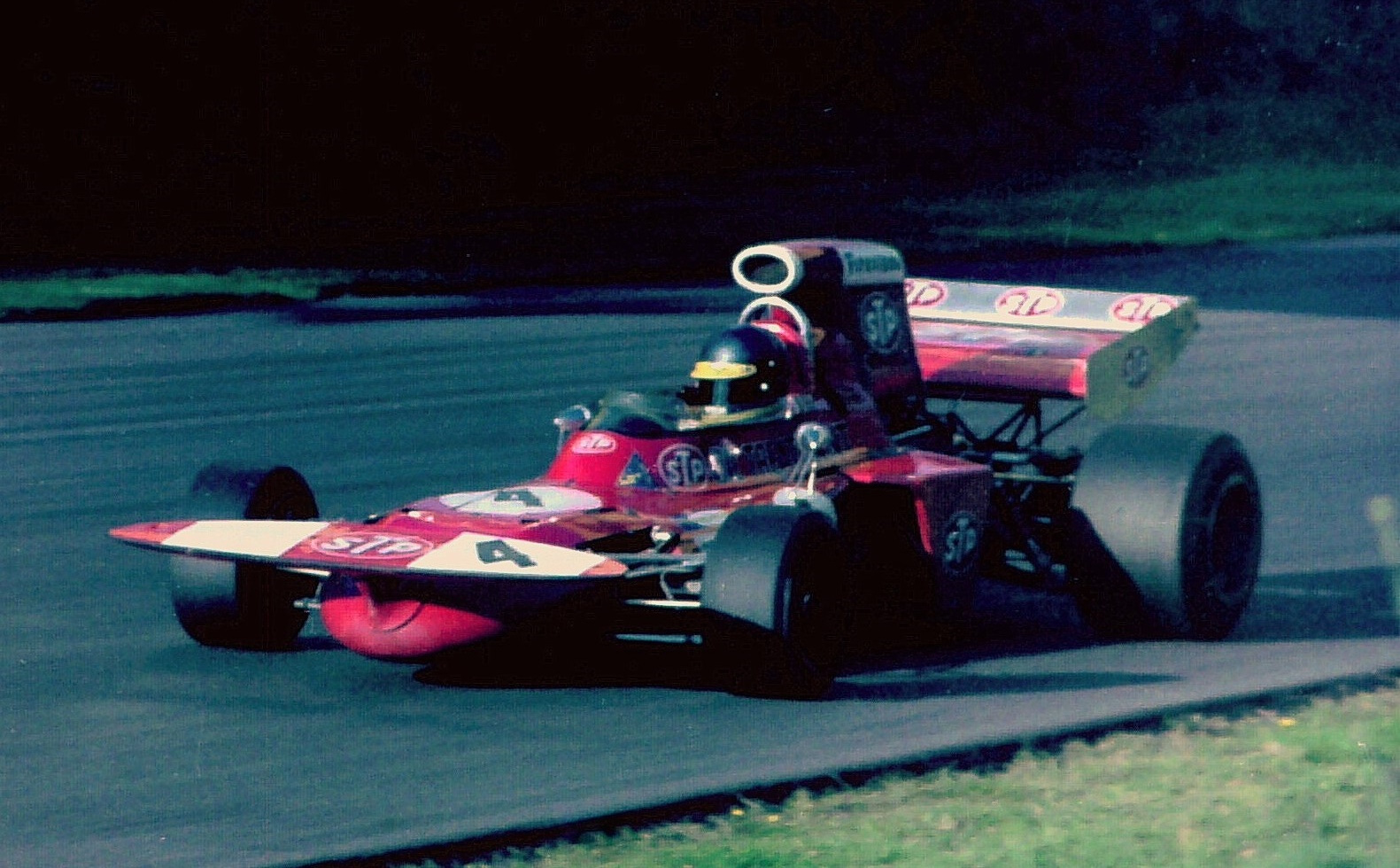
Vizeweltmeister im March 711, 1971

1971 wurde Peterson als Stammfahrer beim Werksteam von March Engineering angestellt, seine Teamkollegen im Zweit- bzw. Drittwagen waren Àlex Soler-Roig, Andrea de Adamich, Niki Lauda und Mike Beuttler, die jeweils zu einzelnen Rennen starteten. Der March 711 war kein Spitzenfahrzeug, aber sehr zuverlässig, was Peterson, der bei nur zwei der elf Saisonrennen ausschied, stark zuspielte. Nach den erfolglosen Auftaktläufen in Südafrika und Spanien erzielte Peterson als Zweiter beim Großen Preis von Monaco seine ersten WM-Punkte sowie gleichzeitig seinen ersten Platz auf dem Siegerpodium der ersten drei in der Formel 1. Im weiteren Saisonverlauf folgten vier Podiumsplätze. Der Saisonhöhepunkt war der Großen Preis von Italien, der zum letzten Mal auf der schikanenlosen Variante des Autodromo Nazionale di Monza ausgetragen wurde, die außergewöhnlich hohe Durchschnittsgeschwindigkeiten erlaubte. Peterson lag lange Zeit in Führung, wurde aber im knappsten Zieleinlauf der Formel-1-Geschichte noch von Peter Gethin überholt, der das Rennen mit nur 0,1 s Vorsprung gewann.
Peterson beendete die Saison mit dem dritten Platz beim Saisonfinale beim Großen Preis der USA und wurde hinter Weltmeister Jackie Stewart im Tyrrell Zweiter der Fahrerwertung. Er schlug damit alle seine Teamkollegen klar und setzte sich auch gegen den hoch eingeschätzten Tyrrell-Nachwuchsfahrer François Cevert durch.

#### 1972: Zweites March-Jahr

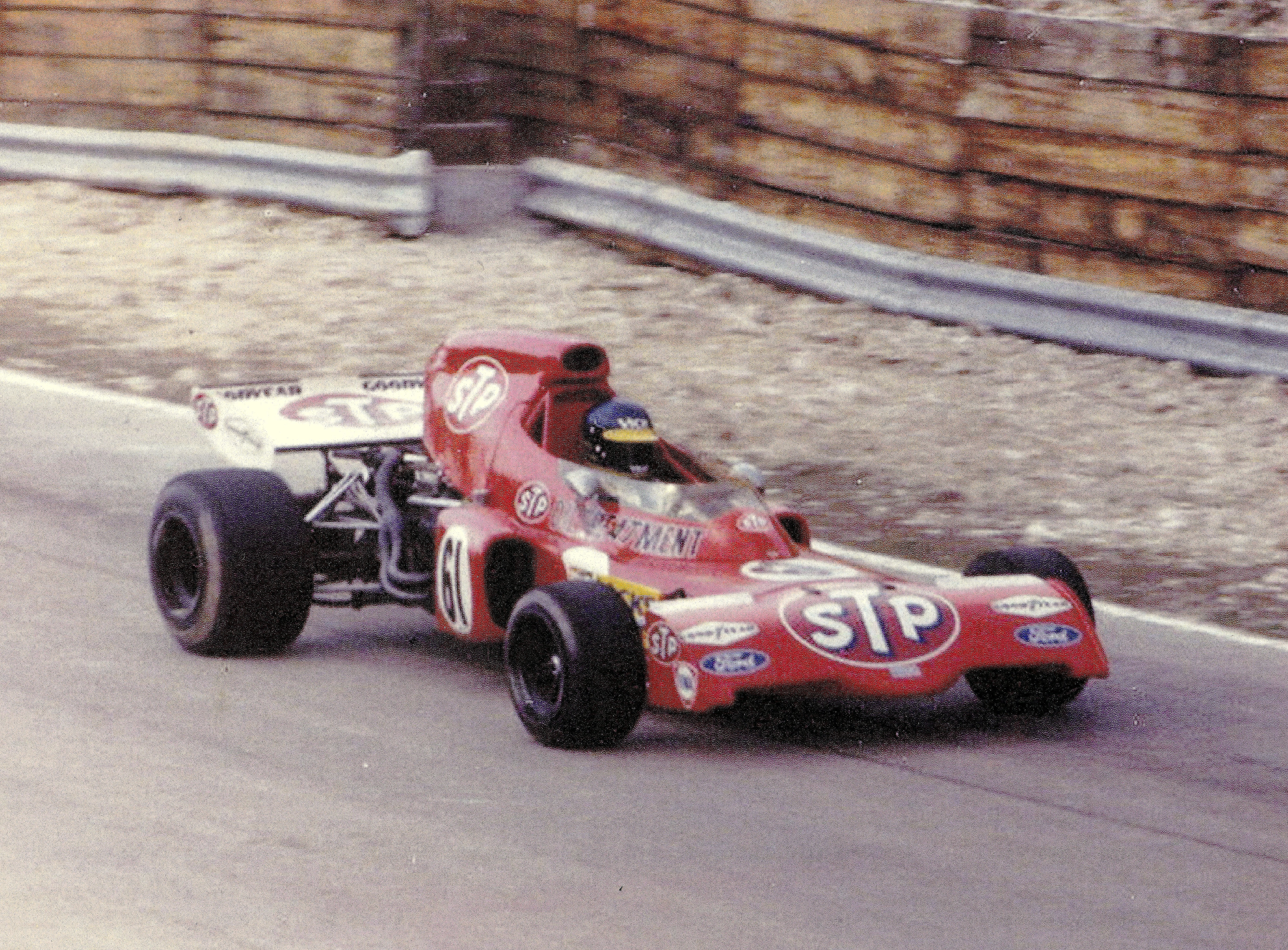
Peterson im March 721X, Brands Hatch, 1972

Für 1972 verpflichtete March Niki Lauda als zweiten Stammfahrer neben Peterson und setzte den March 721 als neu konstruierten Wagen ein. Peterson punktete bei den Saisonauftaktrennen in Argentinien und Südafrika. Ab dem Rennen in Spanien fuhr das Team den neuen March 721X, eine speziell für kurvenreiche Strecken hergerichtete Variante des 721. Der Wagen erwies sich als störanfällig und schwer zu beherrschen, beide Fahrer blieben mit ihm punktlos. March griff deshalb ab Frankreich wieder auf den 721 zurück. Bei diesem Rennen auf dem Circuit de Charade befand sich Peterson in der neunten Runde im Kampf mit Tim Schenken, Mike Hailwood und Helmut Marko, bei dem die Kontrahenten wiederholt das brüchige Seitenstreifenbankett überfuhren. Petersons Hinterrad schleuderte einen Stein hoch, der das Visier des hinter ihm fahrenden Marko durchschlug und sein linkes Auge traf. Die dabei erlittenen Verletzungen machten die Enukleation des Auges notwendig, was Markos Rennfahrerkarriere zwangsweise beendete. Im übernächsten Rennen in Deutschland erzielte Peterson mit dem dritten Platz im Rennen sein bestes Saisonergebnis. Im folgenden Rennen in Kanada wurde Peterson wegen Inanspruchnahme fremder Hilfe disqualifiziert, nachdem seine Mechaniker den Wagen regelwidrig rückwärts durch die Boxengasse geschoben hatten. Er erreichte am Saisonende den neunten Rang in der Fahrerweltmeisterschaft. Das war ein deutlicher Rückschritt gegenüber der Vorsaison, doch setzte er sich gegen seinen Teamkollegen Lauda durch, der punktelos geblieben war.

#### 1973: Mit Lotus zum Spitzenfahrer

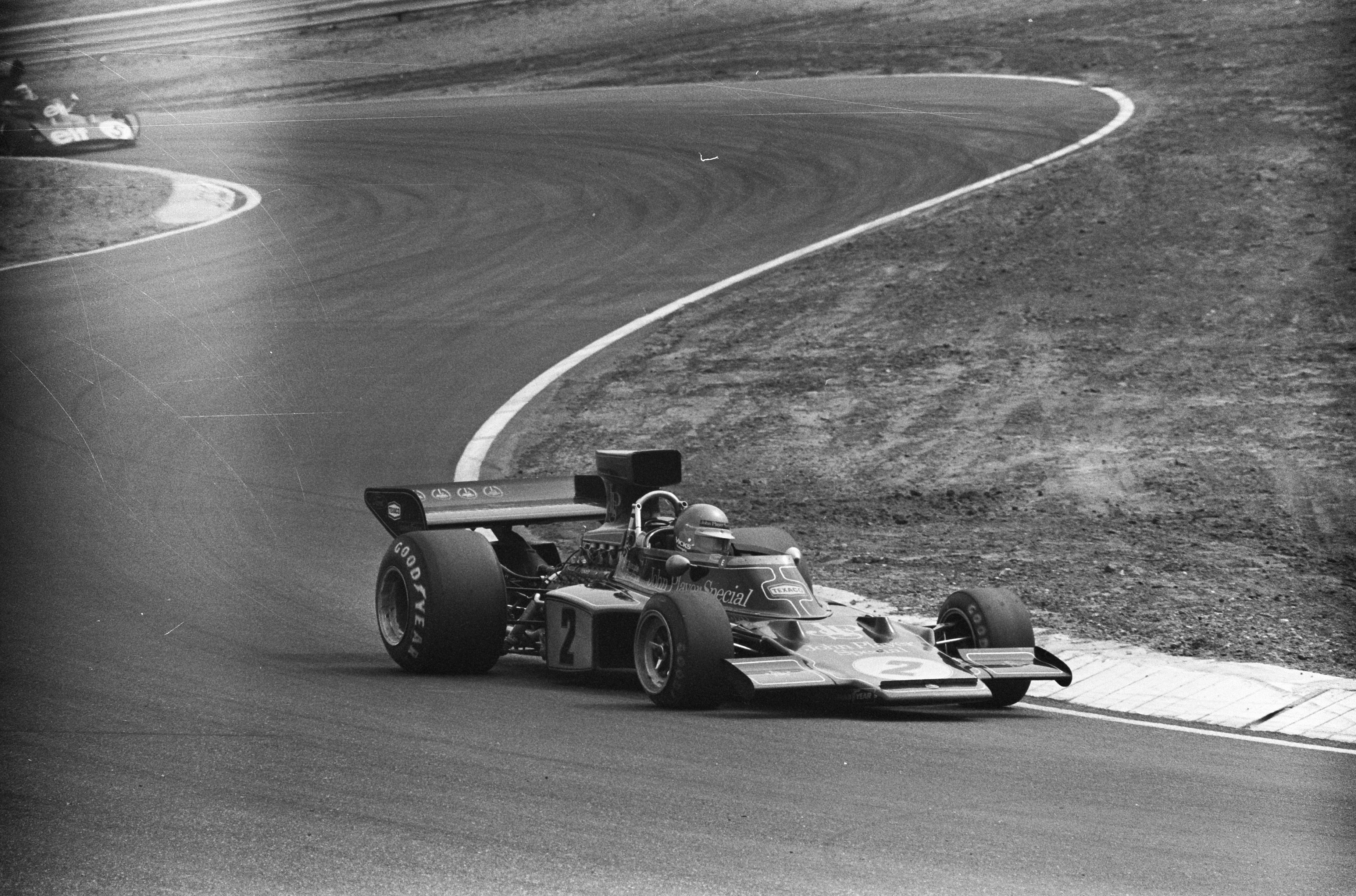
In Führung beim Grand Prix der Niederlande, 1973

Die Saison 1973 brachte eine große Chance für Peterson: Colin Chapman, Besitzer und Teamchef des Team Lotus, das zu dieser Zeit das erfolgreichste Formel-1-Team war, zeigte sich von den Leistungen des im Grand-Prix-Sport noch unerfahrenen Schweden in den Vorjahren beeindruckt und unterbreitete ihm ein Vertragsangebot für zwei Jahre. Peterson akzeptierte und wurde Teamkollege des amtierenden Weltmeisters Emerson Fittipaldi, dem er teamintern gleichgestellt war, da keine Stallorder ausgegeben wurde. Mit dem Lotus 72D verfügten die beiden Lotus-Fahrer über eines der schnellsten Fahrzeuge im Feld. Hauptkonkurrenten waren die Tyrrell-Fahrer Jackie Stewart und François Cevert.
Sein erstes Rennen für Lotus, den Großen Preis von Argentinien, musste Peterson mit Motorschaden vorzeitig aufgeben. Schon beim folgenden Lauf in Brasilien erzielte er in der Qualifikation die Pole-Position, profitierte davon aber nicht, da er im Rennen erneut einen technischen Defekt erlitt. Die ersten WM-Punkte der Saison erzielte Peterson als Dritter beim Großen Preis von Monaco. Zuvor hatte er bei der BRDC International Trophy, einem im April 1973 ausgetragenen Formel-1-Rennen ohne Weltmeisterschaftsstatus, den zweiten Rang belegt. Im schwedischen Anderstorp, wo im Hinblick auf das deutlich gestiegene Publikumsinteresse in den Vorjahren erstmals der Große Preis von Schweden ausgetragen wurde, sah der vom ersten Platz gestartete Peterson lange Zeit wie der sichere Sieger aus, verlor das Rennen letztlich aber doch gegen Denis Hulme im McLaren, der ihn in den Schlussrunden dank besserer Reifenwahl überholte. In Frankreich, seinem 40. Grand-Prix, gewann Peterson sein erstes Formel-1-Rennen. Diesen Triumph wiederholte er in Österreich, Italien und beim Saisonfinale in den USA. Im Schlussklassement belegte Peterson den dritten Rang in der Fahrerweltmeisterschaft. Mit 52 zu 55 Punkten musste er sich im teaminternen Duell Fittipaldi nur knapp geschlagen geben.

#### 1974: Weitere Rennsiege

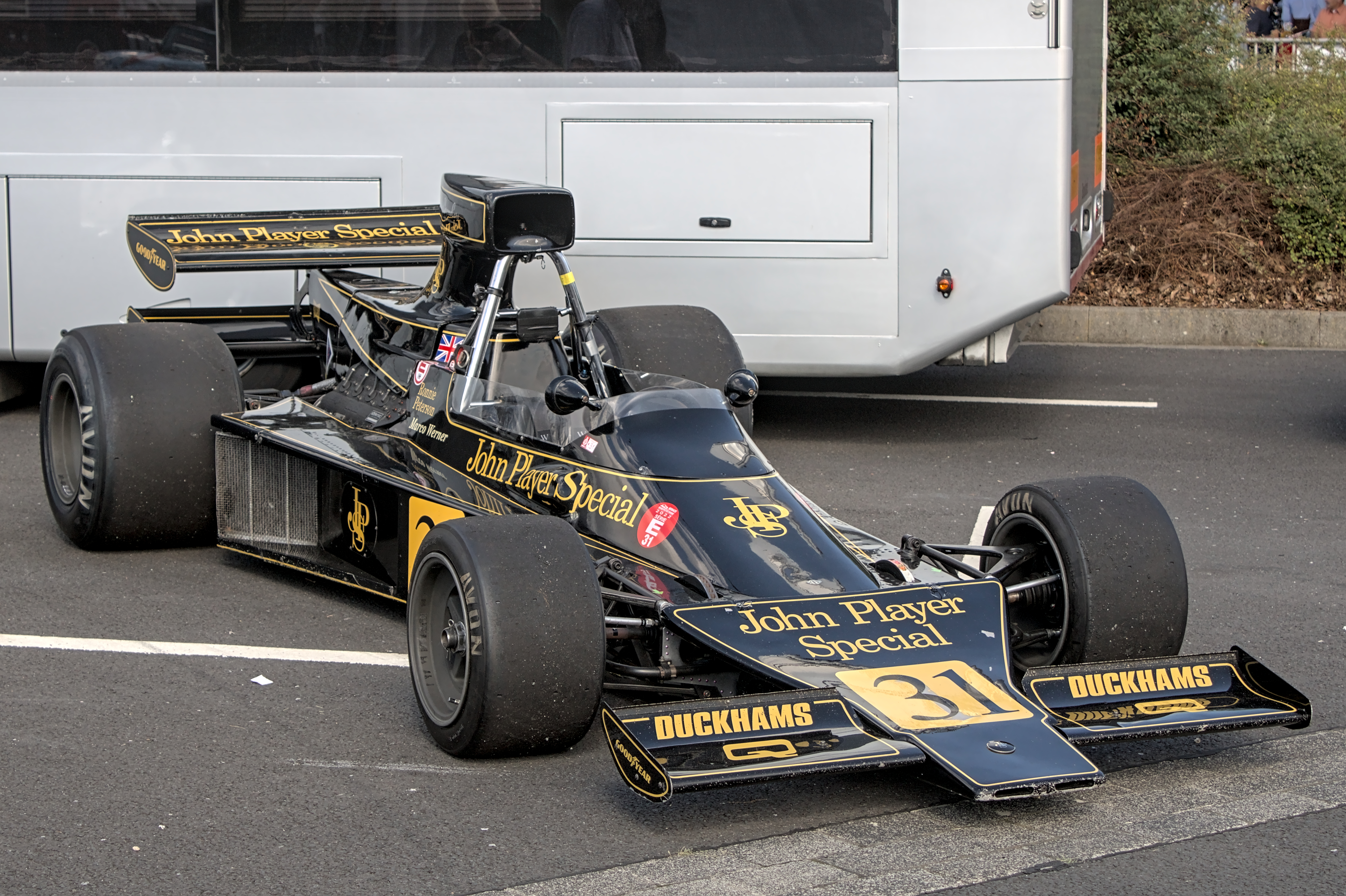
Historischer Lotus 76 aus der Saison 1974

In der Saison 1974 bekam Peterson nach dem Weggang Fittipaldis zu McLaren mit Jacky Ickx einen erfahrenen neuen Teamkollegen. Ein zwischenzeitlich in Aussicht gestelltes Engagement von Reine Wisell, mit dem Peterson seit der gemeinsamen Zeit in der Formel 3 eng befreundet und der 1971 als Stammfahrer für Lotus angetreten war, zerschlug sich schnell. Mit dem Lotus 76 stand ab dem dritten Rennen, dem Großen Preis von Südafrika, ein neues Fahrzeug mit einem experimentellen, halbautomatischen Getriebe zur Verfügung. Diese Technik kam zum ersten Mal im Grand-Prix-Sport zum Einsatz, war aber noch unausgereift. Beide Fahrer hatten große Schwierigkeiten mit dem Schaltverhalten des Lotus und mechanischer Unzuverlässigkeit, was die erwünschten Vorteile zunichtemachte. Nach nur drei Rennen kehrte das Team daher zum gewohnten Lotus 72 zurück. Der Wagen war weiterhin schnell, den neueren Fahrzeugen der Spitzenteams McLaren, Ferrari und Tyrrell aber deutlich unterlegen. Nachdem Peterson in den ersten fünf Rennen nur einmal als Sechster einen WM-Punkt erzielt hatte, gewann er den Großen Preis von Monaco. Auch die Grand Prix von Frankreich und Italien entschied er für sich. In den Meisterschaftskampf zwischen Clay Regazzoni und Fittipaldi konnte er aber nicht eingreifen und beendete die Saison mit 35 Punkten auf dem fünften Rang der Fahrermeisterschaft, womit er den hoch eingeschätzten Jacky Ickx, der Elfter wurde, klar übertrumpfte.

#### 1975: Formtief für Team und Fahrer

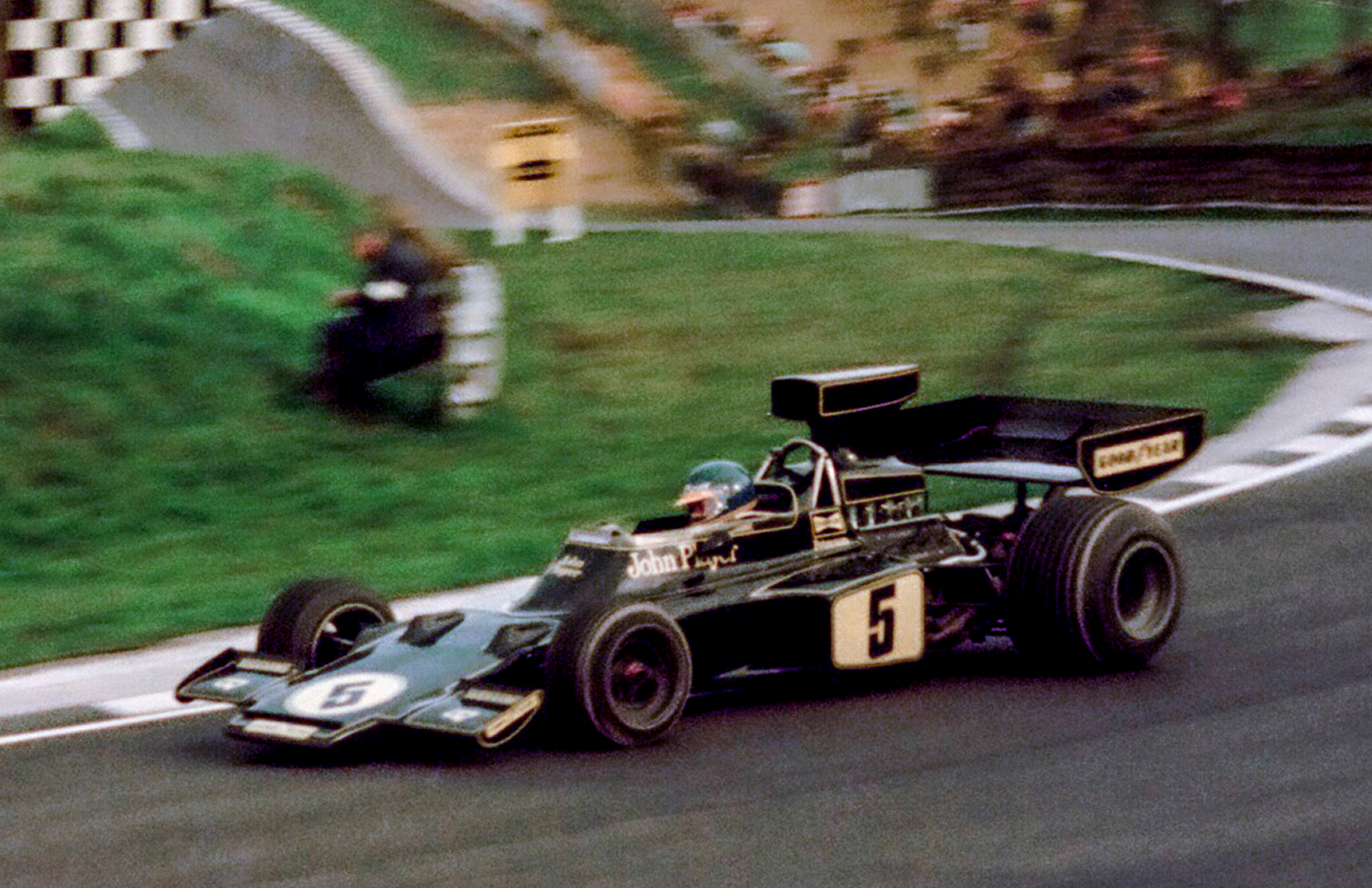
Peterson im Lotus 72E in Brands Hatch, 1975

Nachdem sich schon in der Vorsaison ein Abwärtstrend im Team abgezeichnet hatte, befand sich Lotus in der Formel-1-Saison 1975 auf dem sportlichen Tiefpunkt. Der inzwischen fünf Jahre alte Lotus 72E war trotz aller Modernisierungsbemühungen in Technik und Aerodynamik veraltet und kaum mehr konkurrenzfähig. Der als Nachfolger vorgesehene Lotus 76 stellte sich trotz intensiver Entwicklungsarbeit als Fehlkonstruktion heraus und musste Ende 1974 aufgegeben werden. Bedingt durch diese schlechte Ausgangslage verringerte Hauptsponsor Imperial Brands die Zahlungen deutlich und das Team kürzte Petersons Gehalt. Er wurde daraufhin rege von Shadow Racing Cars umworben, deren Teamführung um Alan Rees vom fahrerischen Können Petersons überzeugt war und sich zudem durch die bereits in der Formel 1 eingeführte Persönlichkeit eine Stärkung der eigenen politischen Position insbesondere gegenüber potentiellen Sponsoren versprach. Shadow argumentierte, Petersons Gehaltskürzung sei ein Vertragsbruch seitens Lotus, der ihm eine Vertragsauflösung und somit einen Wechsel ermögliche. Peterson sollte bei Shadow das Cockpit des hoch eingeschätzten Tom Pryce erhalten, dessen Aufstieg in den Vorjahren von Chapman mit großem Interesse verfolgt wurde und der als britischer Fahrer bei der britischen Imperial Brands bei einem Engagement ein klares Argument für eine Wiederaufstockung der Sponsorengelder gewesen wäre. Letztlich kam es aber nicht zum Fahrertausch, da Peterson und Chapman wenige Stunden vor Beginn des ersten Saisonrennens, dem Großen Preis von Brasilien, doch noch eine interne Einigung erzielten. Peterson hatte im Shadow DN5 probegesessen und Lotus hatte begonnen, Petersons Wagen für Tom Pryce herzurichten.
Peterson blieb bei den ersten vier WM-Läufen ohne Punkte und erzielte als beste Rennplatzierung den vierten Platz beim Großen Preis von Monaco. Als Dritter gelang ihm beim Race of Champions auf dem britischen Brands Hatch Circuit die beste Jahresplatzierung, das Rennen zählte allerdings nicht zur Weltmeisterschaft. Jacky Ickx verließ das Team zur Saisonmitte nach dem Großen Preis von Frankreich frustriert; an seiner Stelle traten nacheinander wie ebenso erfolglos die Fahrer Jim Crawford, John Watson und Brian Henton an. Beim Rennen in den Niederlanden kam es zu einem Zwischenfall, als Peterson in der Boxengasse unbeabsichtigt den Ferrari-Rennleiter Luca Cordero di Montezemolo anfuhr, der sich mehrere Knochenbrüche zuzog. Am Saisonende belegte Peterson mit nur 6 Punkten den 13. Rang in der Fahrermeisterschaft, setzte sich aber gegen alle seine Teamkollegen durch.

#### 1976: Achtungserfolge mit March

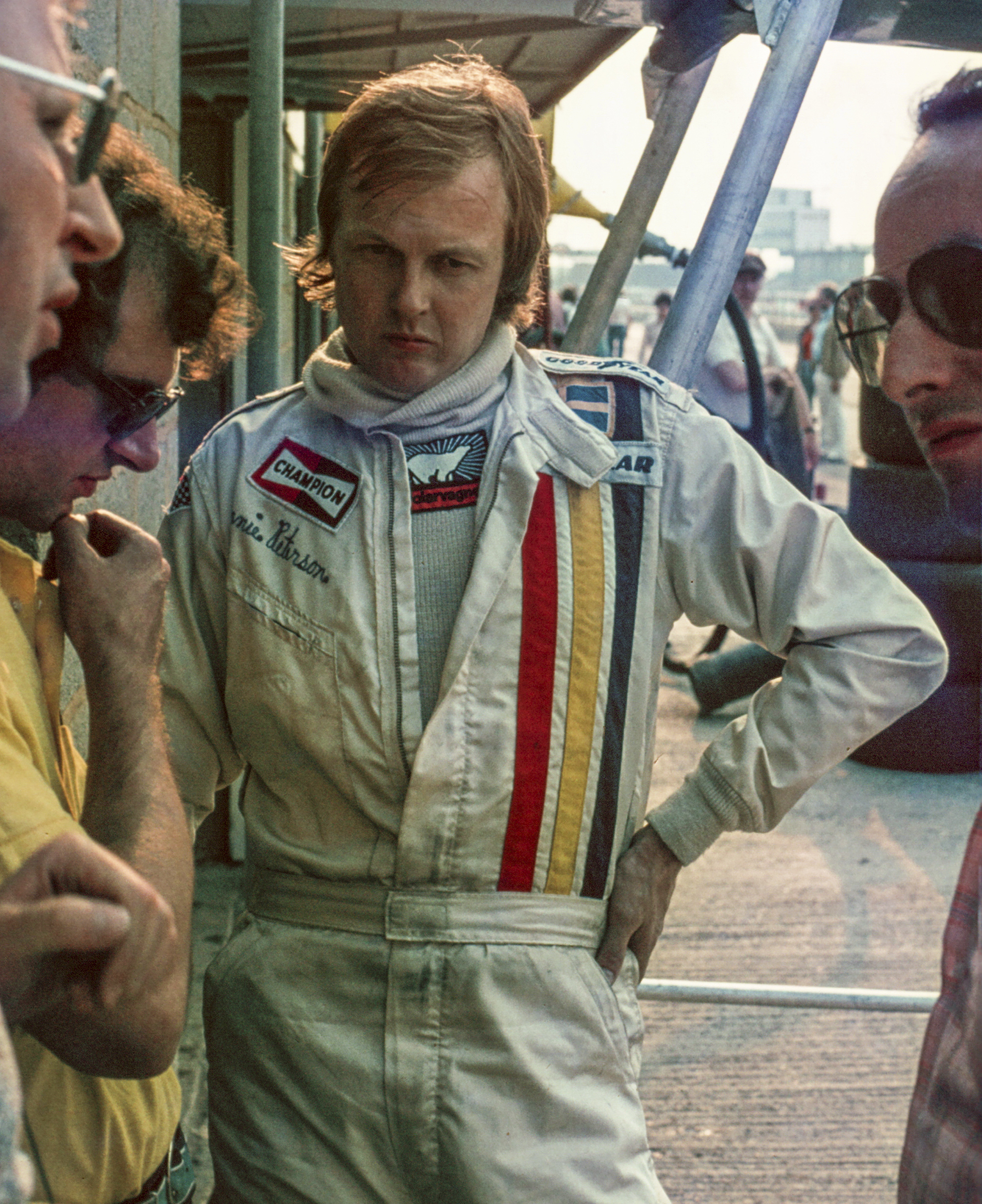
Peterson bei einem Rennen in Silverstone, 1976

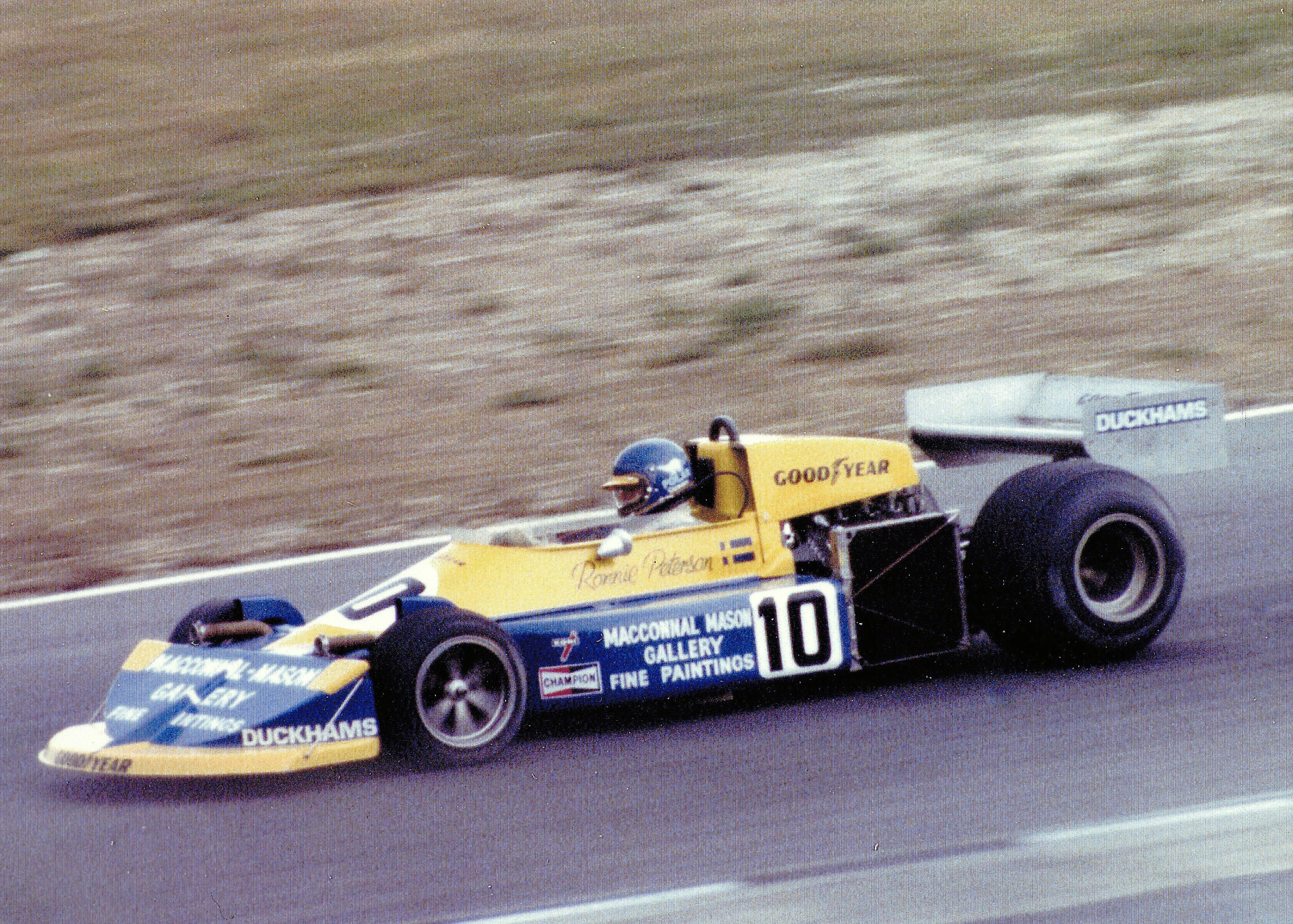
Frühes Erscheinungsbild des March in den schwedischen Nationalfarben, Brands Hatch, 1976

Für die Saison 1976 hatte Petersons Team mit dem Lotus 77 endlich einen modernen Rennwagen; zudem wurde der im US-amerikanischen Motorsport erfolgreiche und in der Formel 1 erfahrene Mario Andretti als zweiter Fahrer verpflichtet. Das Fahrzeug erforderte allerdings noch viel Entwicklungsarbeit und gehörte bei der Saisoneröffnung in Brasilien zu den langsamsten Wagen im Feld. Peterson zeigte sich über die Stagnation im Team zunehmend frustriert, während Lotus-Teamchef Colin Chapman mit der Qualität der Entwicklungsarbeit seines Fahrers in den Vorjahren unzufrieden war und eine weitere Zusammenarbeit im Hinblick auf WM-Titel nicht mehr für sinnvoll hielt. Das zeigte sich unter anderem in der Verpflichtung Andrettis, mit der Peterson seine Führungsrolle im Team einbüßte. Nachdem Peterson im Training einen schweren Unfall unverletzt überstanden hatte, kam es im Rennen zu einer Kollision der Fahrer, wodurch Andretti sofort und Peterson einige Runden später ausschied. Als Reaktion auf diesen Zwischenfall und in Anbetracht der Situation bei Lotus trat Peterson wenige Tage nach diesem Rennwochenende auf eigenen Wunsch aus dem Team aus. Chapman sei laut seinem Fahrer zu diesem Zeitpunkt aber noch an einer weiteren Zusammenarbeit interessiert gewesen und habe versucht, ihn zum Verbleib zu bewegen. Auch Andretti verließ Lotus nach nur einem Rennen zugunsten von Vel’s Parnelli Jones Racing, für die er bereits in den Vorjahren in der Formel 1 gestartet war.

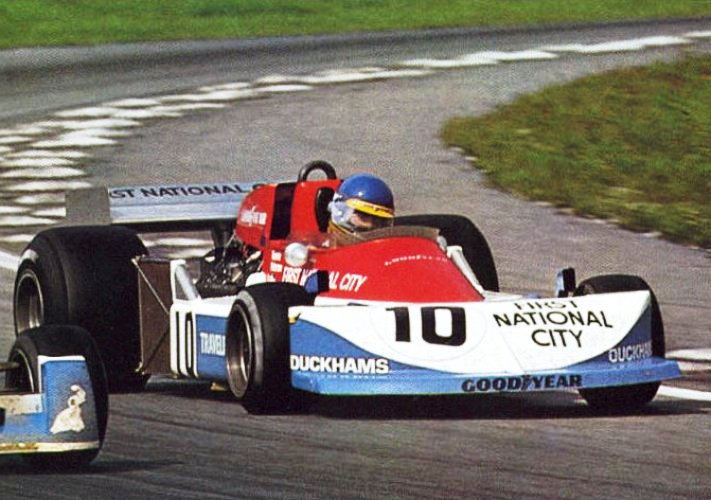
Im March auf dem Weg zum Sieg, Monza, 1976

Peterson kehrte daraufhin mit Unterstützung des rennsportbegeisterten italienischen Millionärs Vittorio Guggi Zanon di Valgiurata, der ihn schon in der Vergangenheit vereinzelt gefördert hatte, zu March Engineering zurück. Er erhielt den dritten Werkswagen, den seit Anfang 1975 Lella Lombardi gefahren hatte, und mit Hans-Joachim Stuck sowie Vittorio Brambilla zwei neue Teamkollegen. Der March 761, eine bloß geringfügig modernisierte Version des Vorjahres-751, war kein Spitzenfahrzeug, aber solide konstruiert und zuverlässig. Schwachstelle der Wagen waren die im Vergleich zu den Spitzenteams weniger weit entwickelten Cosworth-DFV-Motoren, die March zur Verfügung gestellt wurden. Peterson, der zudem in mehrere unverschuldete Unfälle auf aussichtsreichen Positionen verwickelt wurde, errang erst beim elften Weltmeisterschaftslauf in Österreich den ersten Weltmeisterschaftspunkt der Saison. Beim Großen Preis der Niederlande lag Peterson, nachdem er sich überraschend für die Pole-Position qualifiziert hatte, lange Zeit auf Platz drei, fiel aber mit Motorproblemen kurz vor Ende des Rennens aus. Der große Erfolg kam ein Rennen später in Italien: Nach einem guten Start, bei dem Peterson vom achten auf den vierten Platz vorfuhr, überholte er in den folgenden Runden auch die beiden Wagen des Tyrrell-Teams sowie den Ligier von Jacques Laffite und übernahm die Führung, die er bis zum Schluss nicht mehr abgab. Dieser Sieg war der letzte für einen March in der Formel 1, zudem stellte Peterson die schnellste Rundenzeit auf. Mit zehn Punkten platzierte er sich am Jahresende auf dem 11. Rang in der Fahrermeisterschaft.

#### 1977: Mit Tyrrell im Mittelfeld

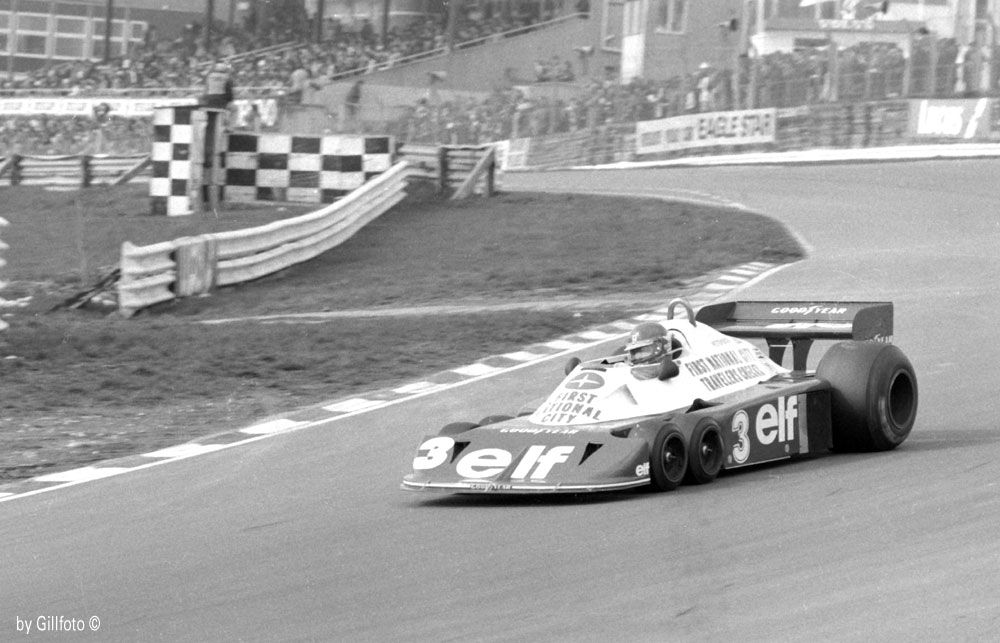
Im sechsrädrigen Tyrrell P34, 1977

In der Formel-1-Saison 1977 fuhr Peterson für Tyrrell an der Seite von Patrick Depailler und als Nachfolger von Jody Scheckter, der zu Walter Wolf Racing abgewandert war. Das Team stellte seinen Fahrern wieder den experimentellen, sechsrädrigen Tyrrell P34 zur Verfügung, der in aerodynamischer Hinsicht überarbeitet, aber auch breiter und schwerer geworden war. Zudem wurde die Konkurrenzfähigkeit des Fahrzeugs durch fehlende Weiterentwicklung der speziellen, kleineren Vorderreifen negativ beeinflusst. Dadurch erzielten die Tyrrell-Fahrer nur noch vereinzelt Punkte, nachdem in der Vorsaison zahlreiche Podestplätze sowie ein Rennsieg verbucht worden waren. Petersons bestes Ergebnis war der dritte Platz beim Grand Prix von Belgien. Mit 20 zu 7 Punkten schlug ihn sein Teamkollege Depailler in der Fahrermeisterschaft deutlich.
Als Anfang September 1977 bekannt wurde, dass Gunnar Nilsson einen Vertrag mit Arrows für die Saison 1978 unterzeichnet hatte und somit das zweite Lotus-Cockpit neben dem Mitte 1976 zum Team zurückgekehrten Mario Andretti frei wurde, suchte der von der mangelnden Konkurrenzfähigkeit des P34 enttäuschte Peterson das Gespräch mit seinem ehemaligen Rennstall. Mit erneuter, großzügiger finanzieller Unterstützung seines Förderers Zanon di Valgiurata gelang es ihm schließlich, Lotus-Besitzer Colin Chapman trotz aller Differenzen in der Vergangenheit von einer erneuten Zusammenarbeit zu überzeugen. Entscheidend war aber, dass Peterson einen vertraglich festgelegten Nummer-2-Status akzeptieren musste, wodurch er Andretti auf der Strecke weder überholen noch zur Verteidigung der eigenen Position aufhalten durfte.

#### 1978: Titelkandidat nach Rückkehr zu Lotus

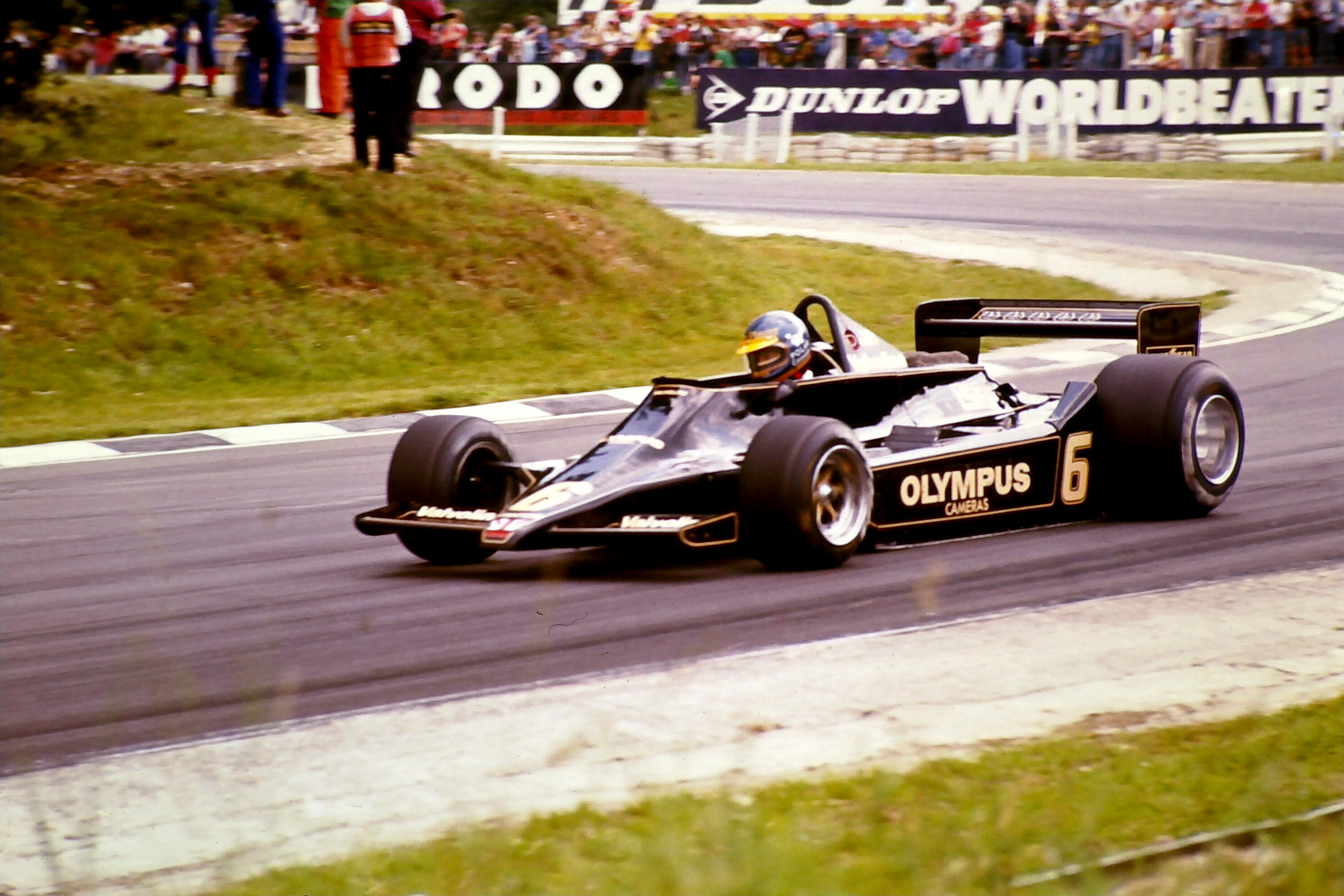
Wieder Spitzenfahrer im Lotus 79, Brands Hatch, 1978

Zur Formel-1-Saison 1978 hatte Lotus den Vorjahreswagen Lotus 78 maßgeblich verbessert und verfügte so wieder über das schnellste Fahrzeug im Feld. Nach den ersten Trainingsrunden in Argentinien bezeichnete Peterson den Wagen gegenüber Journalisten als das beste Rennauto, mit dem er je gefahren sei, und bemerkte, dass er trotz der Vertragsklausel reelle Titelchancen sehe. Peterson qualifizierte sich auf den dritten Startplatz und kam als Fünfter ins Ziel, womit er bereits in seinem ersten Rennen nach der Rückkehr zu Lotus punktete. In Südafrika siegte Peterson und belegte mit einem Punkt Rückstand auf seinen Teamkollegen Rang zwei der Fahrerwertung. Ab dem Großen Preis von Belgien brachte Lotus den noch einmal leistungsfähigeren Lotus 79 an die Strecken, der die Meisterschaft, da die Konkurrenz weit abgeschlagen war, praktisch zu einem alleinigen Duell der beiden Lotus-Fahrer werden ließ. Bei diesem Rennen sowie dem Lauf in Spanien war Peterson zeitweise deutlich schneller als der jeweils führende Andretti, reihte sich aber seinen Vertragskonditionen entsprechend hinter ihm ein und sicherte Lotus zwei Doppelsiege. Beim Großen Preis von Österreich sicherte sich Peterson die Pole-Position und gewann anschließend überlegen bei nasskalten Bedingungen, nachdem Andretti ausgefallen war. Beim folgenden Rennen in den Niederlanden setzte sich die Überlegenheit der Lotus-Rennwagen fort. Andretti siegte mit nur 0,3 Sekunden Vorsprung vor Peterson. Es war der siebte und letzte Doppelsieg für Lotus in diesem Jahr. Trotz dieser für Peterson frustrierenden Situation entwickelte sich während der Saison 1978 nach anfänglicher Skepsis eine persönliche Freundschaft und ertragreiche Zusammenarbeit mit Andretti im Team. Er habe Peterson zum Saisonende hin sogar angeboten, bei Teambesitzer Chapman nicht mehr auf die Einhaltung der Stallorder zu bestehen, wodurch die Lotus-Fahrer untereinander frei um den WM-Titel hätten kämpfen können.
Im Vorfeld des Großen Preises von Italien in Monza hatte sich Peterson mit McLaren Racing auf einen Fahrervertrag für die Formel-1-Weltmeisterschaft 1979 als Nummer-1-Pilot geeinigt. Er sollte dort die Nachfolge von James Hunt antreten. Bei diesem Rennen verunglückte Peterson schwer und erlag einen Tag später seinen Verletzungen.

## Unfall und Tod

### Hergang

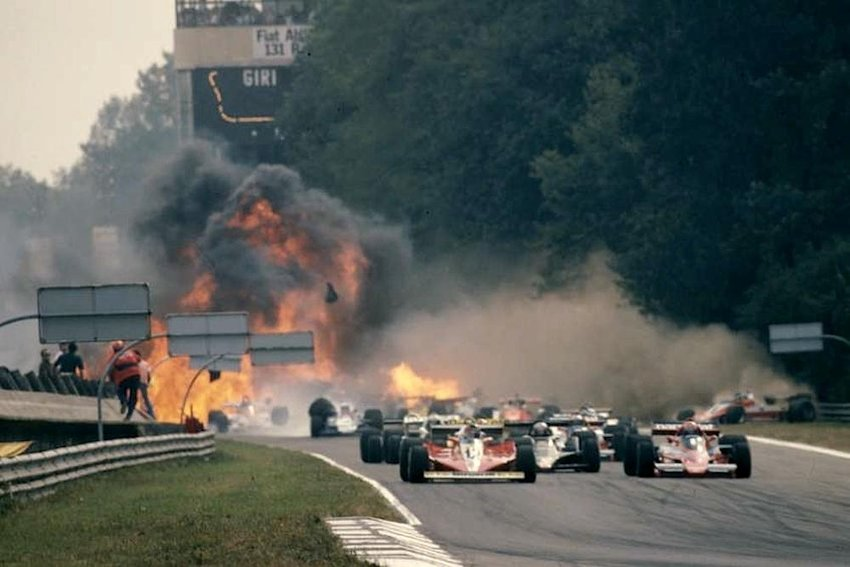
Fahrerfeld Sekundenbruchteile nach dem Unfall

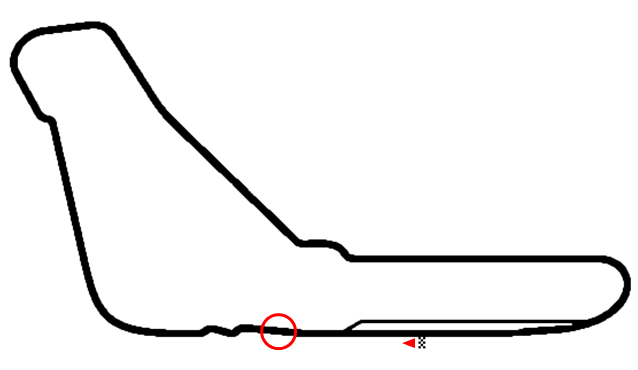
Unfallstelle auf dem Autodromo Nazionale di Monza

Animation des Unfallhergangs

Nach der Aufwärmrunde gab Rennleiter Gianni Restelli das Rennen frei, als die mittleren und hinteren Startreihen noch an das Ende des Feldes heranrollten. Der dadurch irritierte Peterson beschleunigte seinen Lotus 78 vom fünften Startplatz vermutlich in einem falschen Gang und fiel zurück. Riccardo Patrese im Arrows A1 hingegen war einer der Nutznießer – er überholte vom zwölften Platz mit mehr Schwung einige Kontrahenten und fand sich in einem Dreikampf mit Peterson und James Hunt wieder. Die Geschwindigkeit der Fahrzeuge betrug zu diesem Zeitpunkt etwa 200 km/h. Nebeneinander steuerte das Trio auf den sich vor der ersten Bremsschikane verjüngenden Fahrbahnabschnitt zu. Der Seitenabstand zwischen den Wagen wurde zunehmend enger. Hunts McLaren M26 touchierte das rechte Hinterrad von Petersons Lotus und drehte sich nach links von der Strecke. Petersons Wagen brach dagegen nach rechts aus und schlug in die Leitplanken ein. Dabei platzte der Tank und der Kraftstoff entzündete sich in einem großen Feuerball. Vittorio Brambilla im Surtees TS20 konnte nicht mehr ausweichen und kollidierte mit dem Lotus, der durch diesen Aufprall quer über die Strecke geschleudert wurde und anschließend auf der Fahrbahn zum Stillstand kam. Brambilla wurde von einem herumfliegenden Rad am Kopf getroffen und erlitt lebensgefährliche Verletzungen. In die entstehende Massenkarambolage waren neben den erwähnten Beteiligten auch die beiden Shadow-Fahrer Clay Regazzoni und Hans-Joachim Stuck, die Tyrrell-Fahrer Didier Pironi und Patrick Depailler sowie Derek Daly, Carlos Reutemann und Brett Lunger verwickelt. Das Rennen wurde sofort abgebrochen.
Peterson war nach dem Unfall bei Bewusstsein. Es gelang ihm, sein Gurtschloss zu öffnen. Durch die erlittenen Beinfrakturen sowie die Deformation des Cockpits im Fußbereich konnte er sich aber nicht selbst aus dem Wrack befreien. Die umstehenden Streckenposten begannen augenblicklich mit den Löscharbeiten. Hunt war unverletzt geblieben und eilte mit anderen Fahrern zu dem Verunglückten. Unterstützt von Regazzoni und Depailler befreite er Peterson binnen weniger Sekunden aus dem brennenden Wrack des Lotus. Sid Watkins –  erst seit dem Großen Preis von Frankreich im gleichen Jahr auf Hinwirken von Brabham-Teamchef Bernie Ecclestone als offizieller Chefarzt für die Weltmeisterschaftsläufe verpflichtet – wurde an der Unfallstelle zunächst von Carabinieri daran gehindert, sich des auf dem Asphalt liegenden Verunglückten anzunehmen. Niki Lauda, der nach dem Rennabbruch sofort zur Unfallstelle eilte, konnte mit seinen Italienischkenntnissen zwischen den Parteien vermitteln und Watkins schließlich den Zugang zu Peterson ermöglichen. Nach etwa 45 Minuten wurde Peterson mit einem Hubschrauber in das Ospedale Niguarda Ca' Granda, eines der größten Krankenhäuser im nahegelegenen Mailand, geflogen.
Einer ersten Diagnose zufolge hatte sich Peterson beide Beine gebrochen sowie oberflächliche Verbrennungen der linken Hand, des Armes und der Schulter erlitten. Lebensgefahr bestand nach Aussagen der Ärzte nicht. Da die Blutversorgung des rechten Beins kritisch war und sich nicht besserte, wurde eine Amputation in Betracht gezogen, jedoch auf ausdrücklichen Widerspruch Petersons verworfen. Gegen Mitternacht entschloss sich das Ärzteteam zu einem Eingriff, um die Blutzirkulation wiederherzustellen. Während der insgesamt sechsstündigen Operation trat eine Fettembolie auf, deren Folgen nicht beherrscht werden konnten, sodass Peterson ins Koma fiel und in den Morgenstunden des 11. September 1978 starb.

### Folgen
Riccardo Patrese, auf Hinwirken der Fahrervereinigung GPDA vom nächsten Formel-1-Lauf, dem Großen Preis der USA Ost, ausgeschlossen, wurde zusammen mit Rennleiter Restelli in der juristischen Nachbearbeitung des Unfalls von einem italienischen Gericht des Totschlags angeklagt. James Hunt sagte aus, er sei von Patrese, der ihn rechts überholte und dabei die weißen Linien der Streckenbegrenzung überfahren habe, ruckartig nach links abgedrängt worden, was zur verhängnisvollen Berührung mit dem Hinterrad von Petersons Lotus führte. Diese Aussage wurde von Arturo Merzario bestätigt, der freie Sicht auf den Unfall gehabt habe. Dagegen berief sich Patrese auf den bei Rennstarts nicht unüblichen Vorgang, die Streckenbegrenzung zu überfahren, da er deutlich schneller als Hunt gewesen sei und durch ein Überholmanöver auf der rechten Seite das Fahrerfeld anstelle langsamer zu werden nicht zu behindern versuchte. Vittorio Brambilla, der bei der Kollision selbst schwer verletzt wurde, teilte diese Meinung. Auch Alberto Librizzi, ein Vertreter des staatlichen Automobilclubs Commissione Sportiva Automobilistica Italiana, stellte sich hinter Patrese und bezeugte die Rückkehr des Fahrers auf die Strecke keineswegs als ruckartig. Diese widersprüchlichen Zeugenaussagen ließen keinen eindeutigen Nachweis der Schuld zu – Patrese und Restelli wurden am 28. Oktober 1981 freigesprochen.
Petersons Leichnam wurde nach Schweden überführt und am 15. September 1978 auf dem Almby kyrkogård in seiner Heimatstadt Örebro bestattet. Die Trauerfeier fand in der angeschlossenen St.-Nicolai-Kirche statt. Den Sarg trugen seine Fahrerkollegen Lauda, Fittipaldi, Hunt, Nilsson sowie Scheckter und Watson. Anwesend waren ferner Tim Schenken, Teddy Mayer, Colin Chapman, Ken Tyrrell, Frank Williams, Dave Brodie, Alan Rees, Bernie Ecclestone sowie Fans und Freunde Petersons. Der neue Weltmeister Mario Andretti nahm wegen einer Rennverpflichtung in den USA nicht teil. Im März 2020 kam es zu mehreren Grabschändungen auf dem Almby kyrkogård, von denen auch Petersons Grab betroffen war.
Peterson war nach Tom Pryce, der 1977 tödlich verunglückt war, der bis dahin 27. Fahrer, der während eines Formel-1-Rennwochenendes ums Leben kam. Mit ihm und Gunnar Nilsson, der einen Monat nach Petersons Tod einem Krebsleiden erlag, verlor Schweden in kurzer Zeit beide Spitzenfahrer. Das daraufhin nachlassende Publikumsinteresse führte in den folgenden Jahren zum Rückzug großer Teile der heimischen Sponsoren aus dem Monopostosport und brachte aufstrebende Talente wie Stefan Johansson und Slim Borgudd in finanzielle Bedrängnis. Auch der erst seit 1973 als direkte Folge von Petersons schnellem Aufstieg ausgetragene Große Preis von Schweden wurde zur Saison 1979 mangels Sponsorengeldern aus dem Kalender gestrichen.

## Nachwirkung und Würdigung

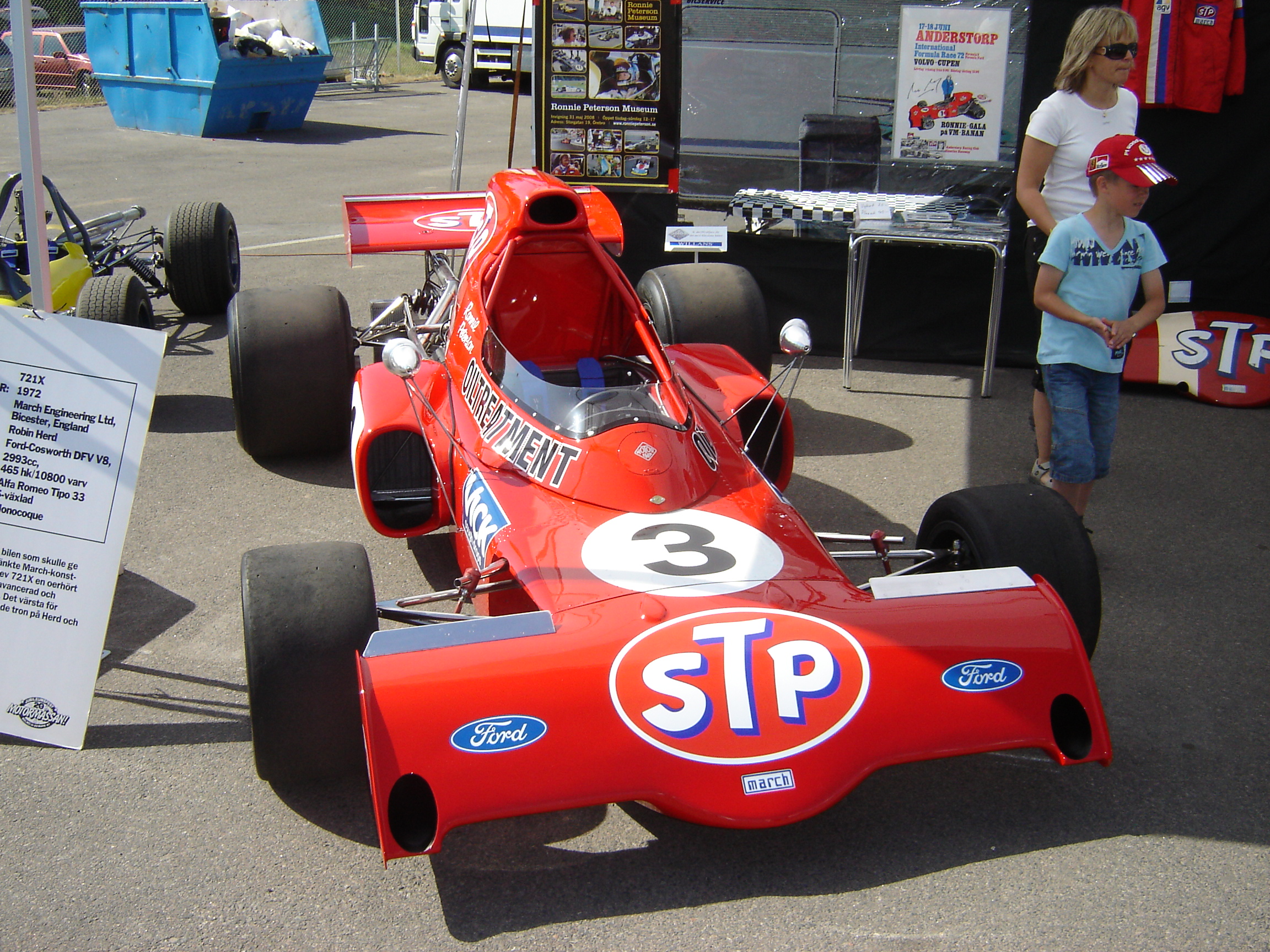
Historischer March 721, 2008

Der Ex-Beatles-Gitarrist George Harrison widmete 1979 den Song Faster von seinem mit eigenem Namen betitelten sechsten Soloalbum neben dem „Formel-1-Zirkus“ ausdrücklich dem im Vorjahr tödlich verunglückten Peterson.

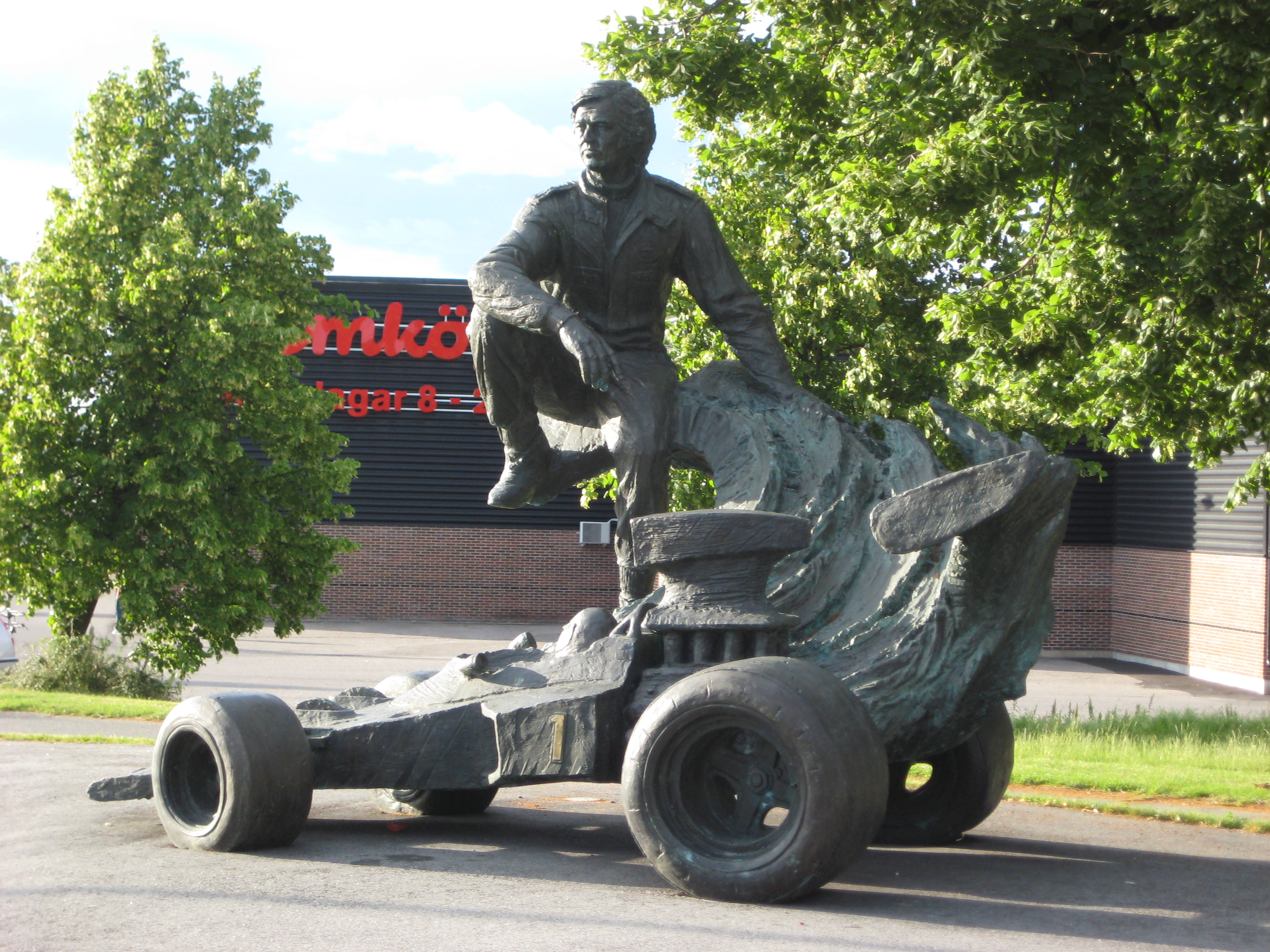
Bronzestatue in Almby, Örebro

Michele Alboreto, der 1985 Formel-1-Vizeweltmeister wurde, nannte Peterson sein persönliches Vorbild und wählte seine Helmfarben blau/gelb als direkte Hommage an ihn. Beim Großen Preis von Monaco 2014 trug Marcus Ericsson zum 40. Jubiläum von Petersons Erfolg bei diesem Grand Prix ebenfalls eine entsprechende Helmlackierung und übernahm 2023 einzelne Designelemente dauerhaft in seine persönliche Helmoptik.
2003 wurde zu Petersons Ehren nahe seinem Geburtshaus im Örebroer Stadtteil Almby eine Statue des schwedischen Bildhauers Richard Brixel aufgestellt.
Beim Svensk Sportvagnsmeeting 2007 auf dem Ring Knutstorp fuhr Tommy Peterson einige Runden mit dem March 761 seines Bruders aus der Automobil-Weltmeisterschaft 1976. Im Juni 2008 fand zudem in Anderstorp der Ronnie Peterson Historic Grand Prix statt, bei dem unter Anwesenheit des schwedischen Königs Carl XVI. Gustaf neben historischen Sportwagen mehrere einst von Peterson gefahrene Monoposti präsentiert und bei einem Demonstrationsrennen unter anderem von Stefan Johansson auf der Strecke eingesetzt wurden.
Im Mai 2008 wurde in Petersons Heimat Örebro ein Museum zu seinen Ehren eröffnet. Wegen ausbleibender Unterstützung der Kommune musste das Projekt aber nach 18 Monaten im November 2009 trotz Publikumsinteresses aufgegeben werden.
Im August 2017 erschien unter dem Titel Superswede: En film om Ronnie Peterson ein Dokumentarfilm in Spielfilmlänge über Leben und Werdegang Petersons. Die deutsche Untertitelfassung soll unter dem deutschen Titel Ronnie Peterson: Rennfahrer. Draufgänger. Legende. im September 2025 veröffentlicht werden.
Ein Team von Wissenschaftlern der University of Sheffield und University of Bristol stellte 2016 anhand verschiedener mathematischer Faktoren eine Liste der fahrzeugunabhängig besten Formel-1-Fahrer auf. Darin belegte Ronnie Peterson den 21. Platz noch vor den Weltmeistern seiner Zeit wie Niki Lauda, James Hunt und Mario Andretti.

## Statistik

### Karrierestationen

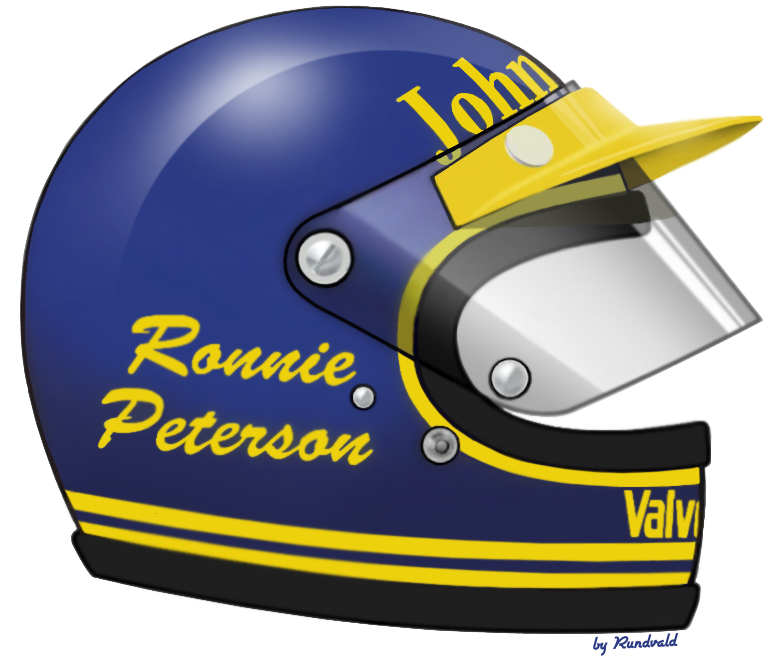
Helmdesign von Ronnie Peterson

| - 1962–1967: Kartsport - 1967: Schwedische Formel 3 (Platz 5) - 1968: Schwedische Formel 3 (Meister) - 1969: Französische Formel 3 - 1969: Italienische Formel 3 - 1969: Schwedische Formel 3 (Meister) - 1970: Formel 2 (Platz 5) - 1970: Formel 1 - 1970: Sportwagen-Weltmeisterschaft | - 1970: Interserie (Platz 4) - 1971: Formel 1 (Platz 2) - 1971: Formel 2 (Meister) - 1971: Brasilianische Formel 2 (Platz 5) - 1971: Sportwagen-Weltmeisterschaft - 1972: Formel 1 (Platz 9) - 1972: Britische Formel 2 (Platz 2) - 1972: Brasilianische Formel 2 - 1972: Sportwagen-Weltmeisterschaft | - 1973: Formel 1 (Platz 3) - 1974: Formel 1 (Platz 5) - 1975: Formel 1 (Platz 13) - 1976: Formel 1 (Platz 11) - 1977: Formel 1 (Platz 14) - 1977: Deutsche Rennsport-Meisterschaft (Platz 68) - 1978: Formel 1 (Platz 2) |

### Statistik in der Automobil-Weltmeisterschaft
Diese Statistik umfasst alle Teilnahmen des Fahrers an der Automobil-Weltmeisterschaft, die heutzutage als Formel-1-Weltmeisterschaft bezeichnet wird.

#### Grand-Prix-Siege
| - 1973: Frankreich (Le Castellet) - 1973: Österreich (Spielberg) - 1973: Italien (Monza) - 1973: USA (Watkins Glen) | - 1974: Monaco (Monte Carlo) - 1974: Frankreich (Dijon-Prenois) - 1974: Italien (Monza) - 1976: Italien (Monza) | - 1978: Südafrika (Kyalami) - 1978: Österreich (Spielberg) |

#### Gesamtübersicht
| Saison | Team                                                | Chassis            | Motor                    | Rennen | Siege | Zweiter | Dritter | Poles | schn. Rennrunden | Punkte | WM-Pos. |
| ------ | --------------------------------------------------- | ------------------ | ------------------------ | ------ | ----- | ------- | ------- | ----- | ---------------- | ------ | ------- |
| 1970   | Colin Crabbe Racing/Antique Automobiles Racing Team | March 701          | Ford Cosworth DFV 3.0 V8 | 9      | –     | –       | –       | –     | –                | –      | –       |
| 1971   | STP March Racing Team                               | March 711          | Ford Cosworth DFV 3.0 V8 | 11     | –     | 4       | 1       | –     | –                | 33     | 2.      |
| 1972   | STP March Racing Team                               | March 721G         | Ford Cosworth DFV 3.0 V8 | 12     | –     | –       | 1       | –     | –                | 12     | 9.      |
| 1973   | John Player Team Lotus                              | Lotus 72D          | Ford Cosworth DFV 3.0 V8 | 15     | 4     | 2       | 1       | 9     | 3                | 52     | 3.      |
| 1974   | John Player Team Lotus                              | Lotus 72E Lotus 76 | Ford Cosworth DFV 3.0 V8 | 15     | 3     | –       | 1       | 1     | 1                | 35     | 5.      |
| 1975   | John Player Team Lotus                              | Lotus 72E          | Ford Cosworth DFV 3.0 V8 | 14     | –     | –       | –       | –     | –                | 6      | 13.     |
| 1976   | John Player Team Lotus                              | Lotus 77           | Ford Cosworth DFV 3.0 V8 | 1      | –     | -       | –       | –     | –                | –      | 11.     |
| 1976   | March Engineering                                   | March 761          | Ford Cosworth DFV 3.0 V8 | 15     | 1     | –       | –       | 1     | 1                | 10     | 11.     |
| 1977   | Elf Team Tyrrell                                    | Tyrrell P34        | Ford Cosworth DFV 3.0 V8 | 17     | –     | –       | 1       | –     | 1                | 7      | 14.     |
| 1978   | John Player Team Lotus                              | Lotus 79           | Ford Cosworth DFV 3.0 V8 | 14     | 2     | 4       | 1       | 3     | 3                | 51     | 2.      |
| Gesamt | Gesamt                                              | Gesamt             | Gesamt                   | 123    | 10    | 10      | 6       | 14    | 9                | 206    |         |

#### Einzelergebnisse
| Saison | 1   | 2   | 3   | 4   | 5   | 6   | 7   | 8   | 9   | 10  | 11  | 12  | 13  | 14  | 15  | 16  | 17 |
| ------ | --- | --- | --- | --- | --- | --- | --- | --- | --- | --- | --- | --- | --- | --- | --- | --- | -- |
| 1970   |     |     |     |     |     |     |     |     |     |     |     |     |     |     |     |     |    |
|        |     | 7   | NC  | 9   | DNF | 9   | DNF |     | DNF | NC  | 11  |     |     |     |     |     |    |
| 1971   |     |     |     |     |     |     |     |     |     |     |     |     |     |     |     |     |    |
| 10     | DNF | 2   | 4   | DNF | 2   | 5   | 8   | 2   | 2   | 3   |     |     |     |     |     |     |    |
| 1972   |     |     |     |     |     |     |     |     |     |     |     |     |     |     |     |     |    |
| 6      | 5   | DNF | 11  | 9   | 5   | 7*  | 3   | 12  | 9   | DSQ | 4   |     |     |     |     |     |    |
| 1973   |     |     |     |     |     |     |     |     |     |     |     |     |     |     |     |     |    |
| DNF    | DNF | 11  | DNF | DNF | 3   | 2   | 1   | 2   | 11* | DNF | 1   | 1   | DNF | 1   |     |     |    |
| 1974   |     |     |     |     |     |     |     |     |     |     |     |     |     |     |     |     |    |
| 13     | 6   | DNF | DNF | DNF | 1   | DNF | 8   | 1   | 10  | 4   | DNF | 1   | 3   | DNF |     |     |    |
| 1975   |     |     |     |     |     |     |     |     |     |     |     |     |     |     |     |     |    |
| DNF    | 15  | 10  | DNF | 4   | DNF | 9   | 15* | 10  | DNF | DNF | 5   | DNF | 5   |     |     |     |    |
| 1976   |     |     |     |     |     |     |     |     |     |     |     |     |     |     |     |     |    |
| DNF    | DNF | 10  | DNF | DNF | DNF | 7   | 19* | DNF | DNF | 6   | DNF | 1   | 9   | DNF | DNF |     |    |
| 1977   |     |     |     |     |     |     |     |     |     |     |     |     |     |     |     |     |    |
| DNF    | DNF | DNF | DNF | 8   | DNF | 3   | DNF | 12  | DNF | 9*  | 5   | DNF | 6   | 16  | DNF | DNF |    |
| 1978   |     |     |     |     |     |     |     |     |     |     |     |     |     |     |     |     |    |
| 5      | DNF | 1   | 4   | DNF | 2   | 2   | 3   | 2   | DNF | DNF | 1   | 2   | DNF |     |     |     |    |

| Legende  | Legende            | Legende                                                          |
| Farbe    | Abkürzung          | Bedeutung                                                        |
| -------- | ------------------ | ---------------------------------------------------------------- |
| Gold     | –                  | Sieg                                                             |
| Silber   | –                  | 2. Platz                                                         |
| Bronze   | –                  | 3. Platz                                                         |
| Grün     | –                  | Platzierung in den Punkten                                       |
| Blau     | –                  | Klassifiziert außerhalb der Punkteränge                          |
| Violett  | DNF                | Rennen nicht beendet (did not finish)                            |
| Violett  | NC                 | nicht klassifiziert (not classified)                             |
| Rot      | DNQ                | nicht qualifiziert (did not qualify)                             |
| Rot      | DNPQ               | in Vorqualifikation gescheitert (did not pre-qualify)            |
| Schwarz  | DSQ                | disqualifiziert (disqualified)                                   |
| Weiß     | DNS                | nicht am Start (did not start)                                   |
| Weiß     | WD                 | zurückgezogen (withdrawn)                                        |
| Hellblau | PO                 | nur am Training teilgenommen (practiced only)                    |
| Hellblau | TD                 | Freitags-Testfahrer (test driver)                                |
| ohne     | DNP                | nicht am Training teilgenommen (did not practice)                |
| ohne     | INJ                | verletzt oder krank (injured)                                    |
| ohne     | EX                 | ausgeschlossen (excluded)                                        |
| ohne     | DNA                | nicht erschienen (did not arrive)                                |
| ohne     | C                  | Rennen abgesagt (cancelled)                                      |
| ohne     | keine WM-Teilnahme |                                                                  |
| sonstige | P/fett             | Pole-Position                                                    |
| sonstige | 1/2/3/4/5/6/7/8    | Punktplatzierung im Sprint-/Qualifikationsrennen                 |
| sonstige | SR/kursiv          | Schnellste Rennrunde                                             |
| sonstige | *                  | nicht im Ziel, aufgrund der zurückgelegten Distanz aber gewertet |
| sonstige | ()                 | Streichresultate                                                 |
| sonstige | unterstrichen      | Führender in der Gesamtwertung                                   |

### Einzelergebnisse bei Formel-1-Rennen ohne Weltmeisterschaftsstatus
Diese Statistik umfasst alle Teilnahmen des Fahrers an Formel-1-Rennen ohne Weltmeisterschaftsstatus.
| Jahr | 1   | 2   | 3   | 4   | 5   | 6   | 7   | 8   |
| ---- | --- | --- | --- | --- | --- | --- | --- | --- |
| 1971 | ARG | ROC | QUE | SPR | INT | RIN | OUL | VIC |
| 1971 |     | DNF | 18  |     | DNF | 2   |     | 16  |
| 1972 | ROC | BRA | INT | OUL | REP | VIC |     |     |
| 1972 | 13  | 2   |     | DNF |     | 8   |     |     |
| 1973 | ROC | INT |     |     |     |     |     |     |
| 1973 | DNF | 2   |     |     |     |     |     |     |
| 1974 | PRE | ROC | INT |     |     |     |     |     |
| 1974 |     | DNF |     |     |     |     |     |     |
| 1975 | ROC | INT | SUI |     |     |     |     |     |
| 1975 | 3   | DNS | 4   |     |     |     |     |     |
| 1977 | ROC |     |     |     |     |     |     |     |
| 1977 | 10  |     |     |     |     |     |     |     |
| 1978 | INT |     |     |     |     |     |     |     |
| 1978 | DNF |     |     |     |     |     |     |     |

### Einzelergebnisse in der Formel-2-Europameisterschaft
| Saison | Team                             | Rennwagen            | 1   | 2   | 3   | 4   | 5   | 6   | 7   | 8   | 9   | 10  | 11  | 12  | 13  | 14  | 15  | 16  | 17  | Punkte | Rang |
| ------ | -------------------------------- | -------------------- | --- | --- | --- | --- | --- | --- | --- | --- | --- | --- | --- | --- | --- | --- | --- | --- | --- | ------ | ---- |
| 1969   | Roy Winkelmann Racing            | Lotus 59B            | THR | HOC | NÜR | JAR | TLC | PER | VAL |     |     |     |     |     |     |     |     |     |     | 0      | –    |
| 1969   | Roy Winkelmann Racing            | Lotus 59B            |     |     |     | DNA |     |     |     |     |     |     |     |     |     |     |     |     |     | 0      | –    |
| 1970   | Malcolm Guthrie Racing           | March 702            | THR | HOC | MON | CPC | PER | TLC | IMO | HOC |     |     |     |     |     |     |     |     |     | 14     | 5.   |
| 1970   | Malcolm Guthrie Racing           | March 702            | DNA | DNF | DNF | DNF |     | 5   | 4   | 3   |     |     |     |     |     |     |     |     |     | 14     | 5.   |
| 1971   | SMOG March Engineering           | March 712M           | HOC | THR | NÜR | JAR | CPC | ROU | MAN | TLC | ALB | VAL | VAL |     |     |     |     |     |     | 54     | 1.   |
| 1971   | SMOG March Engineering           | March 712M           | DNF | 2   | DNF | DNF | 3   | 1   | 1   | 1   | 6   | 1   |     |     |     |     |     |     |     | 54     | 1.   |
| 1972   | STP March Engineering            | March 722            | MAL | THR | HOC | PAU | CPC | HOC | ROU | ÖSR | IMO | MAN | PER | SBR | ALB | HOC |     |     |     | 0      | –    |
| 1972   | STP March Engineering            | March 722            | DNF | 1   |     |     |     | 3   |     |     |     | DNA |     | DNF |     | 3   |     |     |     | 0      | –    |
| 1973   | Texaco Team Lotus                | Lotus 74             | MAL | HOC | THR | NÜR | PAU | KKR | NIV | HOC | ROU | MON | MAN | KAR | PER | SBR | NOR | ALB | VAL | 0      | –    |
| 1973   | Texaco Team Lotus                | Lotus 74             |     |     | DNA |     | DNA |     | DNF |     | DNS |     |     | 5   | 7   | DNA |     | DQ  | DNF | 0      | –    |
| 1974   | March Engineering                | March 742            | BAR | HOC | PAU | SBR | HOC | MUG | KAR | PER | HOC | VAL |     |     |     |     |     |     |     | 0      | –    |
| 1974   | March Engineering                | March 742            |     |     |     | 1   |     |     |     |     |     |     |     |     |     |     |     |     |     | 0      | –    |
| 1975   | Project Three Racing             | March 752            | EST | THR | HOC | NÜR | PAU | HOC | SBR | ROU | MUG | PER | SIL | ZOL | NOG | VAL |     |     |     | 0      | –    |
| 1975   | Project Three Racing             | March 752            | DNF |     |     |     |     |     |     |     |     |     |     |     |     |     |     |     |     | 0      | –    |
| 1976   | March Engineering BMW Motorsport | March 752 BMW-Rosche | HOC | THR | VAL | SBR | PAU | HOC | ROU | MUG | PER | EST | NOG | HOC |     |     |     |     |     | 0      | –    |
| 1976   | March Engineering BMW Motorsport | March 752 BMW-Rosche | DNF |     |     |     |     |     |     |     |     |     |     |     |     |     |     |     |     | 0      | –    |

Anmerkungen
1. 1 2 3 4 5  Ronnie Peterson war als graded driver eingestuft und wurde in der Meisterschaft nicht gewertet.

### Einzelergebnisse in der schwedischen Formel-3-Meisterschaft
| Saison | Team         | Rennwagen    | 1   | 2   | 3   | 4   | 5   | 6   | 7   | Punkte | Rang |
| ------ | ------------ | ------------ | --- | --- | --- | --- | --- | --- | --- | ------ | ---- |
| 1966   | Karlskoga MK | Svebe        | KNU | SKA | KAR | SKE | SKA | BEN | KAR | 0      | –    |
| 1966   | Karlskoga MK | Svebe        |     |     |     | DNF |     |     |     | 0      | –    |
| 1967   | Karlskoga MK | Brabham BT18 | KNU | SKA | KAR | SKE | BEN | FAL | SKA | 13     | 5.   |
| 1967   | Karlskoga MK | Brabham BT18 |     | 7   | 4   | 4   | 4   | 3   | DNF | 13     | 5.   |
| 1968   | Karlskoga MK | Tecno 68     | KAR | STO | BEN | FAL |     |     |     | 21     | 1.   |
| 1968   | Karlskoga MK | Tecno 68     | DNF | 1   | 1   | 1   |     |     |     | 21     | 1.   |
| 1969   | Karlskoga MK | Tecno 69     | KAR | AND | FAL | BEN |     |     |     | 21     | 1.   |
| 1969   | Karlskoga MK | Tecno 69     | 1   | 1   | 1   | 1   |     |     |     | 21     | 1.   |

| Legende  | Legende            | Legende                                                          |
| Farbe    | Abkürzung          | Bedeutung                                                        |
| -------- | ------------------ | ---------------------------------------------------------------- |
| Gold     | –                  | Sieg                                                             |
| Silber   | –                  | 2. Platz                                                         |
| Bronze   | –                  | 3. Platz                                                         |
| Grün     | –                  | Platzierung in den Punkten                                       |
| Blau     | –                  | Klassifiziert außerhalb der Punkteränge                          |
| Violett  | DNF                | Rennen nicht beendet (did not finish)                            |
| Violett  | NC                 | nicht klassifiziert (not classified)                             |
| Rot      | DNQ                | nicht qualifiziert (did not qualify)                             |
| Rot      | DNPQ               | in Vorqualifikation gescheitert (did not pre-qualify)            |
| Schwarz  | DSQ                | disqualifiziert (disqualified)                                   |
| Weiß     | DNS                | nicht am Start (did not start)                                   |
| Weiß     | WD                 | zurückgezogen (withdrawn)                                        |
| Hellblau | PO                 | nur am Training teilgenommen (practiced only)                    |
| Hellblau | TD                 | Freitags-Testfahrer (test driver)                                |
| ohne     | DNP                | nicht am Training teilgenommen (did not practice)                |
| ohne     | INJ                | verletzt oder krank (injured)                                    |
| ohne     | EX                 | ausgeschlossen (excluded)                                        |
| ohne     | DNA                | nicht erschienen (did not arrive)                                |
| ohne     | C                  | Rennen abgesagt (cancelled)                                      |
| ohne     | keine WM-Teilnahme |                                                                  |
| sonstige | P/fett             | Pole-Position                                                    |
| sonstige | 1/2/3/4/5/6/7/8    | Punktplatzierung im Sprint-/Qualifikationsrennen                 |
| sonstige | SR/kursiv          | Schnellste Rennrunde                                             |
| sonstige | *                  | nicht im Ziel, aufgrund der zurückgelegten Distanz aber gewertet |
| sonstige | ()                 | Streichresultate                                                 |
| sonstige | unterstrichen      | Führender in der Gesamtwertung                                   |

Anmerkungen
1. ↑  Es wurden nur die drei ersten Ergebnisse der Meisterschaft gewertet.

### Le-Mans-Ergebnisse
| Jahr | Team              | Fahrzeug     | Teamkollege | Platzierung | Ausfallgrund  |
| ---- | ----------------- | ------------ | ----------- | ----------- | ------------- |
| 1970 | SpA Ferrari SEFAC | Ferrari 512S | Derek Bell  | Ausfall     | Ventilschaden |

### Sebring-Ergebnisse
| Jahr | Team    | Fahrzeug      | Teamkollege  | Platzierung | Ausfallgrund |
| ---- | ------- | ------------- | ------------ | ----------- | ------------ |
| 1972 | Ferrari | Ferrari 312PB | Tim Schenken | Rang 2      |              |

### Einzelergebnisse in der Sportwagen-Weltmeisterschaft
| Saison | Team                                         | Rennwagen                    | 1   | 2   | 3   | 4   | 5   | 6   | 7   | 8   | 9   | 10  | 11  | 12  | 13  | 14  | 15  | 16  | 17  |
| ------ | -------------------------------------------- | ---------------------------- | --- | --- | --- | --- | --- | --- | --- | --- | --- | --- | --- | --- | --- | --- | --- | --- | --- |
| 1970   | Scuderia Ferrari                             | Ferrari 512S                 | DAY | SEB | BRH | MON | TAR | SPA | NÜR | LEM | WAT | ZEL |     |     |     |     |     |     |     |
| 1970   | Scuderia Ferrari                             | Ferrari 512S                 |     |     |     |     | DNF |     |     |     |     |     |     |     |     |     |     |     |     |
| 1971   | Scuderia Filipinetti Autodelta               | Lola T212 Alfa Romeo Tipo 33 | BUA | DAY | SEB | BRH | MON | SPA | TAR | NÜR | LEM | ZEL | WAT |     |     |     |     |     |     |
| 1971   | Scuderia Filipinetti Autodelta               | Lola T212 Alfa Romeo Tipo 33 | 12  |     |     |     |     |     |     |     |     |     | 1   |     |     |     |     |     |     |
| 1972   | Scuderia Ferrari                             | Ferrari 312PB                | BUA | DAY | SEB | BRH | MON | SPA | TAR | NÜR | LEM | ZEL | WAT |     |     |     |     |     |     |
| 1972   | Scuderia Ferrari                             | Ferrari 312PB                | 1   | 2   | 2   | 2   | 3   | DNF |     | 1   |     | 3   | 2   |     |     |     |     |     |     |
| 1974   | BMW Motorsport                               | BMW 3.0 CSL                  | MON | SPA | NÜR | IMO | LEM | ZEL | WAT | LEC | BRH | KYA |     |     |     |     |     |     |     |
| 1974   | BMW Motorsport                               | BMW 3.0 CSL                  |     |     |     |     |     |     | DNF |     |     |     |     |     |     |     |     |     |     |
| 1975   | BMW Motorsport                               | BMW 3.0 CSL                  | DAY | MUG | DIJ | MON | SPA | PER | NÜR | ZEL | WAT |     |     |     |     |     |     |     |     |
| 1975   | BMW Motorsport                               | BMW 3.0 CSL                  | 50  |     |     |     |     |     |     |     | DNF |     |     |     |     |     |     |     |     |
| 1976   | BMW Motorsport                               | BMW 3.5 CSL                  | MUG | VAL | NÜR | MON | SIL | IMO | NÜR | ZEL | PER | WAT | MOS | DIJ | DIJ | SAL |     |     |     |
| 1976   | BMW Motorsport                               | BMW 3.5 CSL                  |     |     |     |     | DNF |     |     | DNF |     | 4   |     | 4   |     |     |     |     |     |
| 1977   | BMW North America Falz McLaren North America | BMW 320i                     | DAY | MUG | DIJ | MON | SIL | NÜR | VAL | PER | WAT | EST | LEC | MOS | IMO | SAL | BRH | HOK | VAL |
| 1977   | BMW North America Falz McLaren North America | BMW 320i                     | 40  |     |     |     | 4   |     |     |     | DNF |     |     | 8   |     |     | DNF |     |     |
| 1978   | McLaren North America                        | BMW 320i                     | DAY | SEB | MUG | TAL | DIJ | SIL | NÜR | LEM | MIS | DAY | WAT | VAL | ROD |     |     |     |     |
| 1978   | McLaren North America                        | BMW 320i                     | 60  |     |     |     |     | DNF | 7   |     |     |     | DNF | DNF |     |     |     |     |     |

## Schriften
- Ronnie Peterson: Ronnie! : boken om segrarna, krascherna, konkurrenterna, vännerna. Malmö Sportpromotion 1971

## Film
- Ronnie Peterson: Rennfahrer. Draufgänger. Legende. (Superswede: En film om Ronnie Peterson), 2017, schwedischer Dokufilm, von Henrik Jansson-Schweizer mit Petersons Tochter Nina Kennedy, Niki Lauda, Sir Jackie Stewart, Mario Andretti u. a.[118][119]